# Tři Trubky

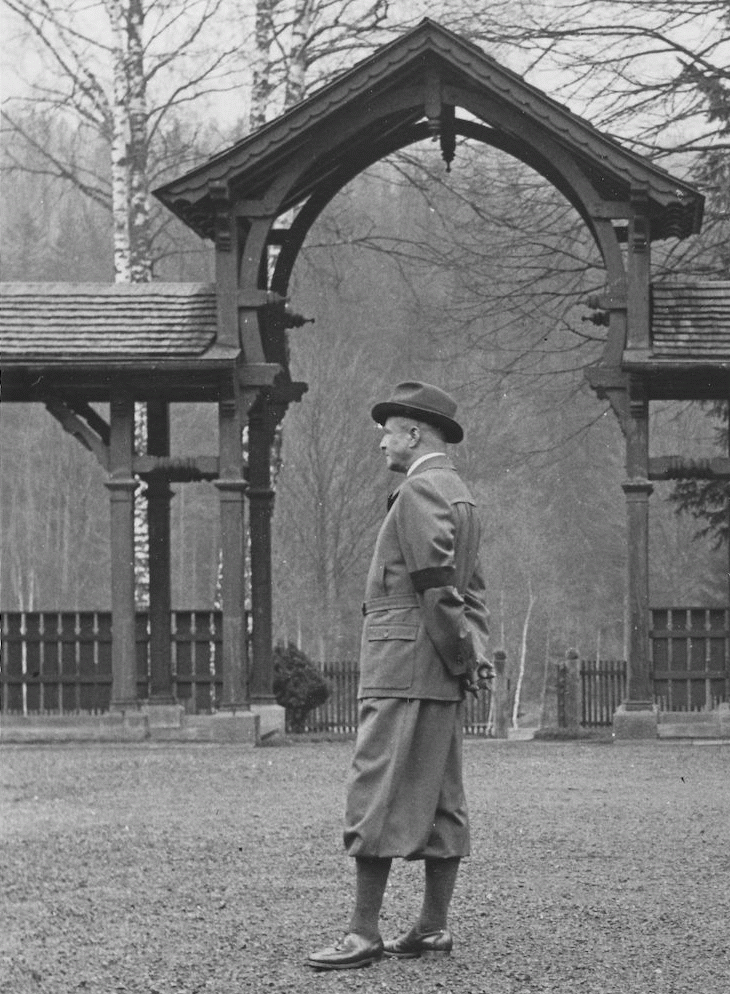
Polní maršál Walther von Brauchitsch na Třech Trubkách

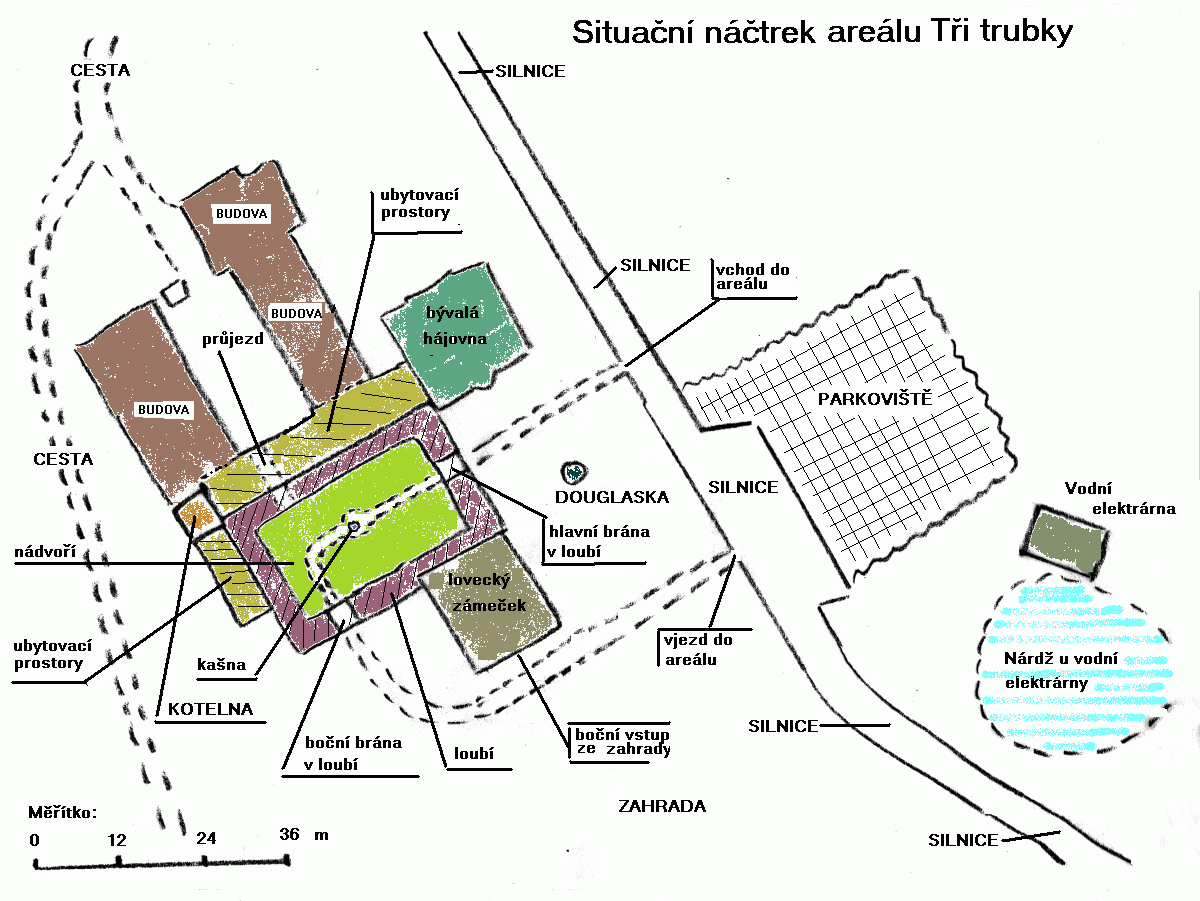
Situační náčrtek areálu Tři trubky

Tři Trubky (německy Drei Röhren) je lovecký zámeček stojící na soutoku Třítrubeckého potoka a říčky Klabava. V jejímž údolí se nachází asi tři kilometry jihovýchodním směrem od Strašic v Chráněné krajinné oblasti Brdy. V roce 2014 byl zámeček s přilehlými pozemky včetně nádrže a vodní elektrárny prohlášen kulturní památkou. Do konce roku 2015 spadal do vojenského újezdu Brdy v okrese Příbram ve Středočeském kraji, od 1. ledna 2016 k obci Strašice v okrese Rokycany v Plzeňském kraji.

## Název
Objekt se původně nazýval „Zámeček U Tří Trubek“ podle hájovny, která byla odsud vzdálena asi 2 kilometry. Někdy byl též nazýván „Amerika“ podle jiné hájovny, která se nalézala v údolí směrem k obci Strašice. Mezi 1. a 2.  světovou válkou byl objekt označován jen jako „Lovecký zámeček“, případně s dovětkem „u Tří jelenů“.

## Historie
V letech 1888 až 1890 si jej nechal vystavět dobříšský kníže – hrabě Jeroným Colloredo-Mannsfeld , jemuž patřily zdejší lesy a jenž vlastnil tuto část Brd spolu s panstvími Dobříš a Zbiroh. Autorem projektu (návrhu) je vídeňský architekt Camillo Sitte, původem z Itálie. Stavbu zámečku v duchu pozdního romantismu provedla vídeňská firma inženýra Kohla a účtovala si za ní 180 tisíc zlatých. Celý objekt byl určen k reprezentačním účelům, byl vybaven loveckými trofejemi, malbami a rytinami s loveckými výjevy, měl vlastní vodárnu a vodní elektrárnu. Okolní lesní přírodní park byl osázen vzácnými exotickými dřevinami.  Po vytvoření vojenského prostoru a střelnice došlo k přemístění  většiny sbírek na zámek Dobříš, ovšem zámeček nadále sloužil k reprezentačním účelům. Ve 30. letech 20. století zde krátkou dobu pobýval prezident Tomáš Garrigue Masaryk , v roce 1938 pak i jeho nástupce Edvard Beneš . Během německé okupace a především pak po roce 1942 (prakticky až do května 1945) zde pobýval polní maršál Walter von Brauchitsch.  Po roce 1948 nadále sloužil objekt k ubytování generálů a pohlavárů z ministerstva obrany a vlády. To bylo hlavním důvodem, proč jej nepostihl osud obdobných samot v oblasti. V 80. letech 20. století prošel zámeček úpravami podle projektu Ing. arch. Chvojky z Vojenského projektového ústavu. Stylová budova byla obklopena přístavbami, zděné části byly opatřeny břízolitovou omítkou, došlo i na rekonstrukci vytápění a vodovodu. Interiéry byly dovybaveny luxusním nábytkem a předměty pocházejícími z různých evropských zemí. Po otevření Vojenského újezdu Brdy se plánovalo zámeček zrekonstruovat a zbudovat zde expozici „Dům přírody“. Vojenské lesy a statky nejprve opravu zámečku odložili pro nedostatek financí kvůli kůrovcové kalamitě. Následně se však podařilo zámeček zrekonstruovat a 1.8.2003 otevřít pro veřejnost. Náklady na rekonstrukci areálu, vybudování vnitřní i venkovní expozice dosáhly 81 mil. Kč. Projekt je spolufinancován částkou 69 mil. Kč Evropskou unií. Provozovatelem Domu přírody je obec Strašice.

## Popis areálu

### Lovecký zámeček
Hlavní budova – lovecký zámeček má zděné přízemí. Patra jsou dřevěná (roubená). Budova je zakončena strmou sedlovou střechou.  Hlavní vchod do budovy je ze zahrady, další (menší) vchod pak na protilehlé straně budovy z přilehlého loubí.

Lovecký zámeček (pohledy)
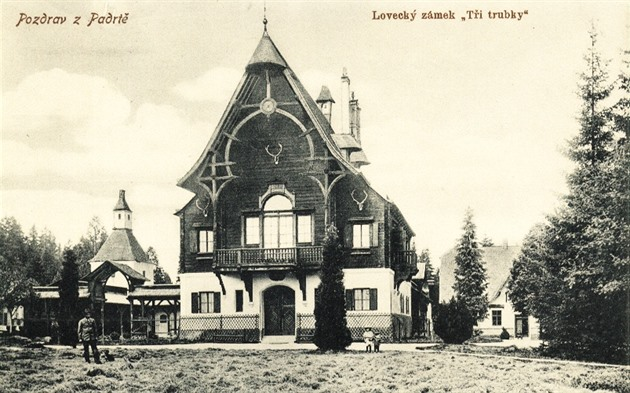
Dobová pohlednice
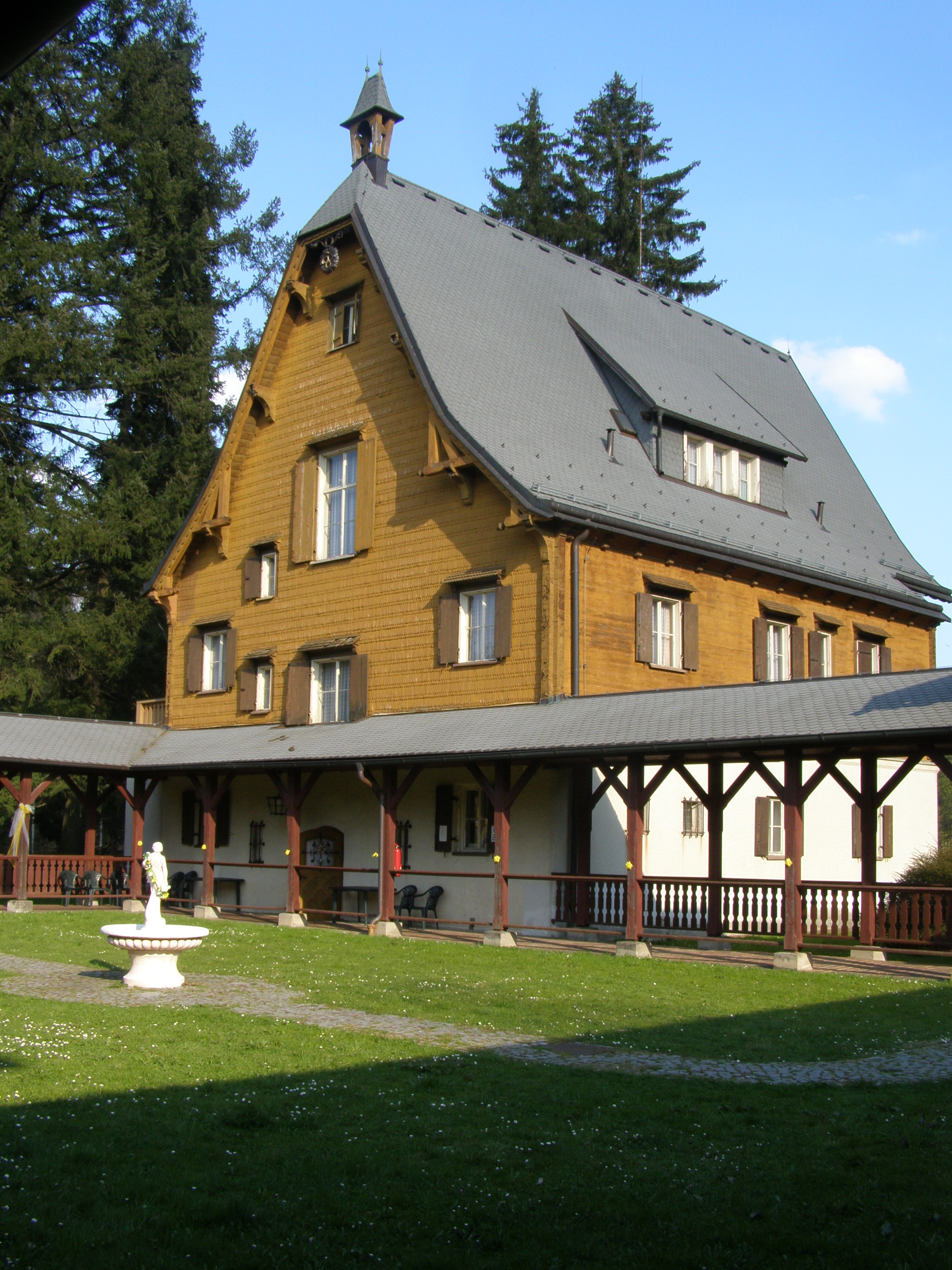
Z nádvoří
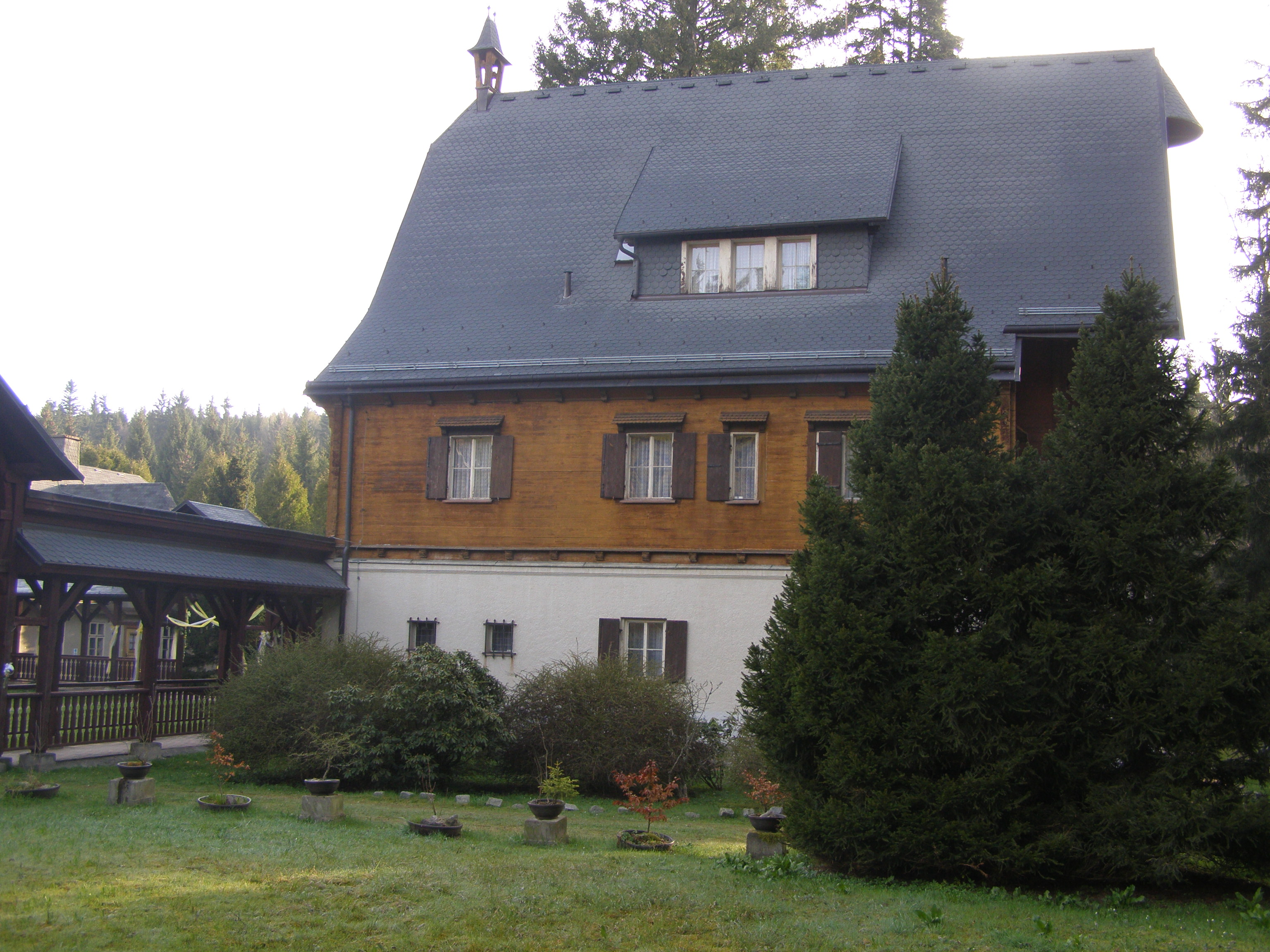
Boční ze zahrady
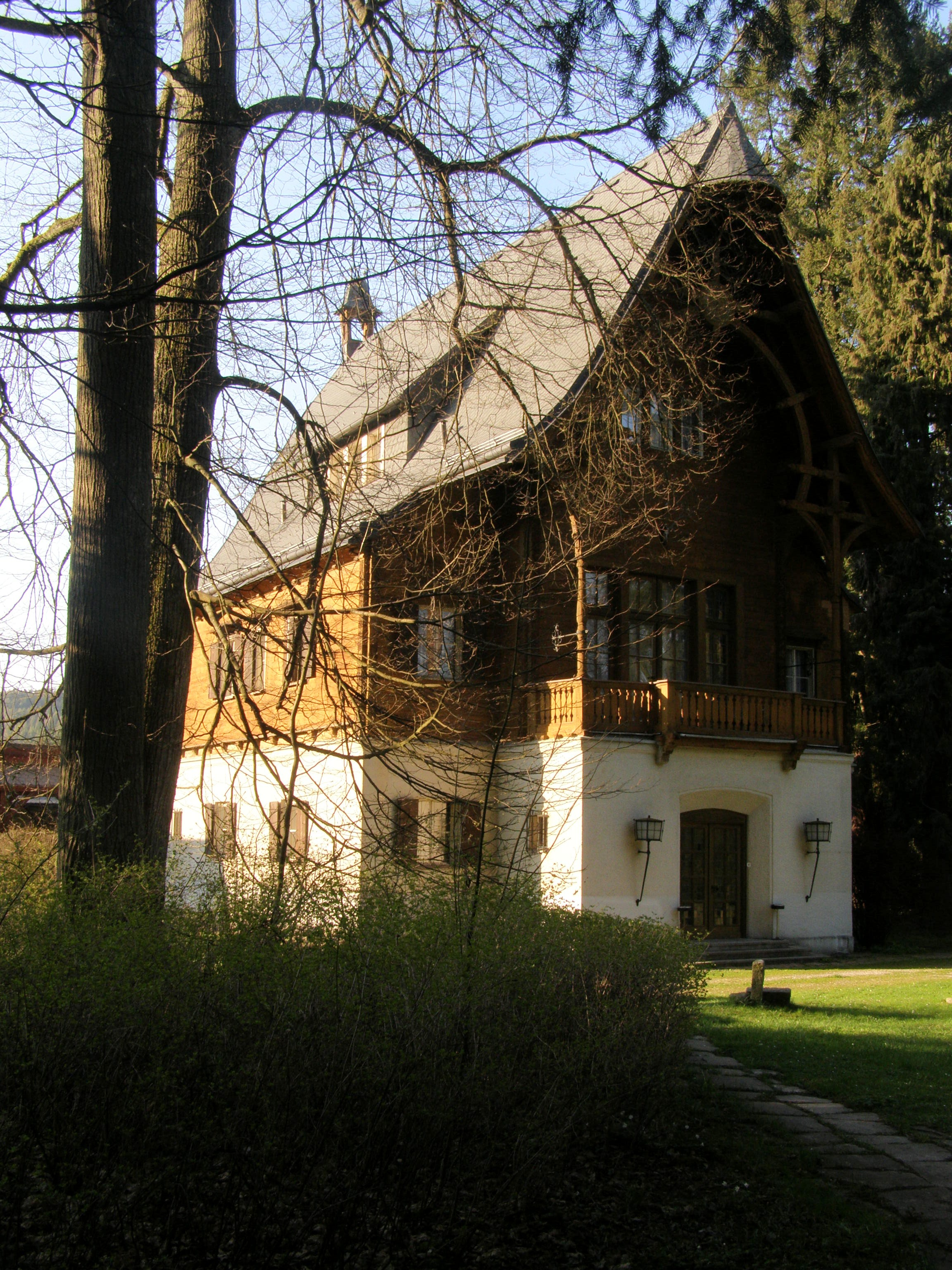
Ze zahrady severním směrem
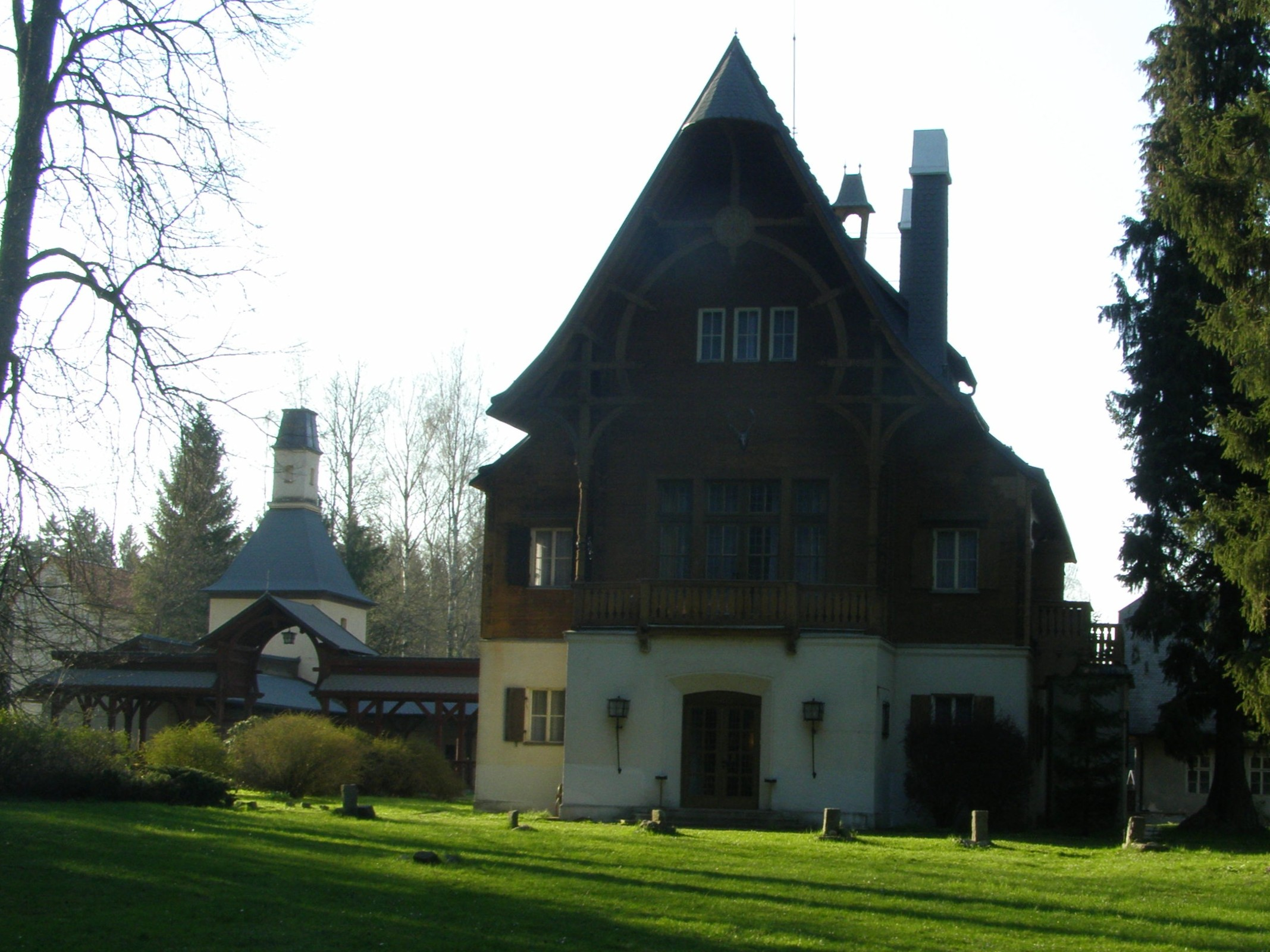
Ze zahrady na štít s balkonem

#### Přízemí zámečku
Přízemí loveckého zámečku je tvořeno z hlavní části vstupní halou vyplněnou stolky s křesílky a masivními zdobnými stojacími lampami. Součástí vstupní haly je i boční přilehlý lovecký salonek, úzká barová kuchyňka, dále pak dvě malé dřevem obložené místnůstky: vstupní šatna a místnost deklarovaná jako „telefonní hovorna“. Zbylá část přízemí je vyplněna sociálním zařízením (WC, umývárna). U východu z budovy směrem do loubí je na úrovni přízemí ještě velká kuchyně a pomocná kuchyňská místnost s ledničkami a mrazničkou.

Přízemí zámečku
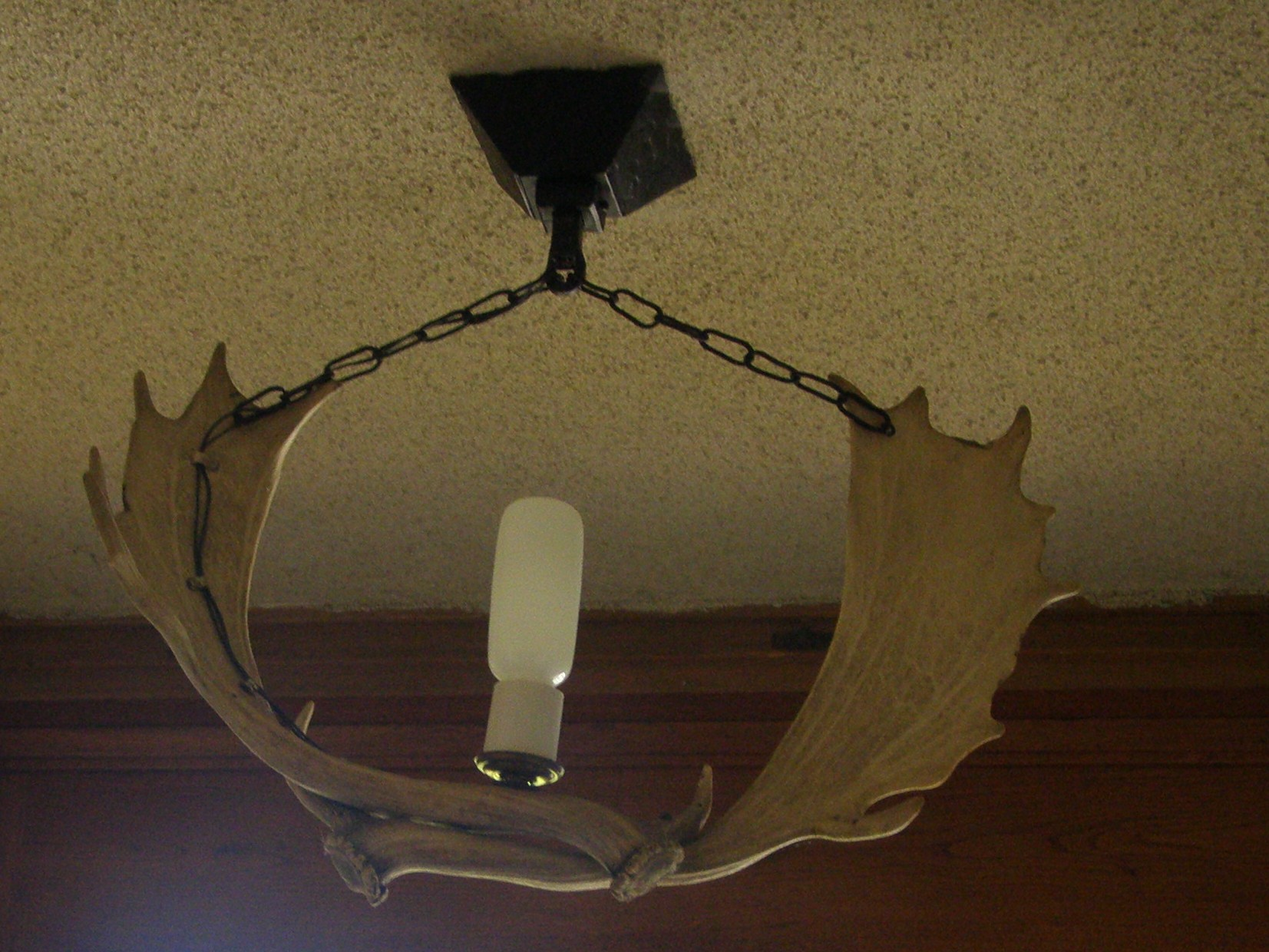
Lustr z paroží u vchodu
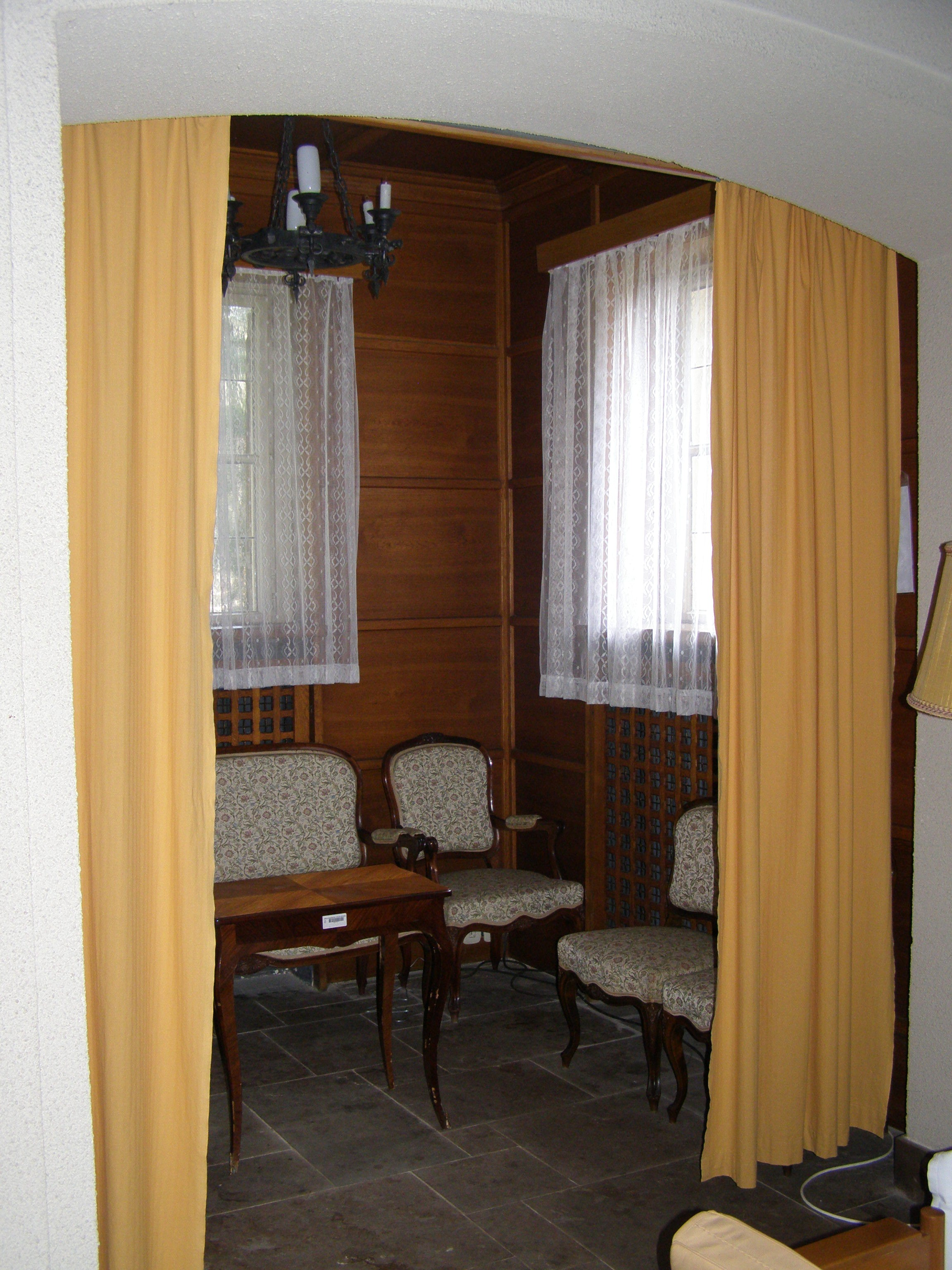
Vstup do salonku
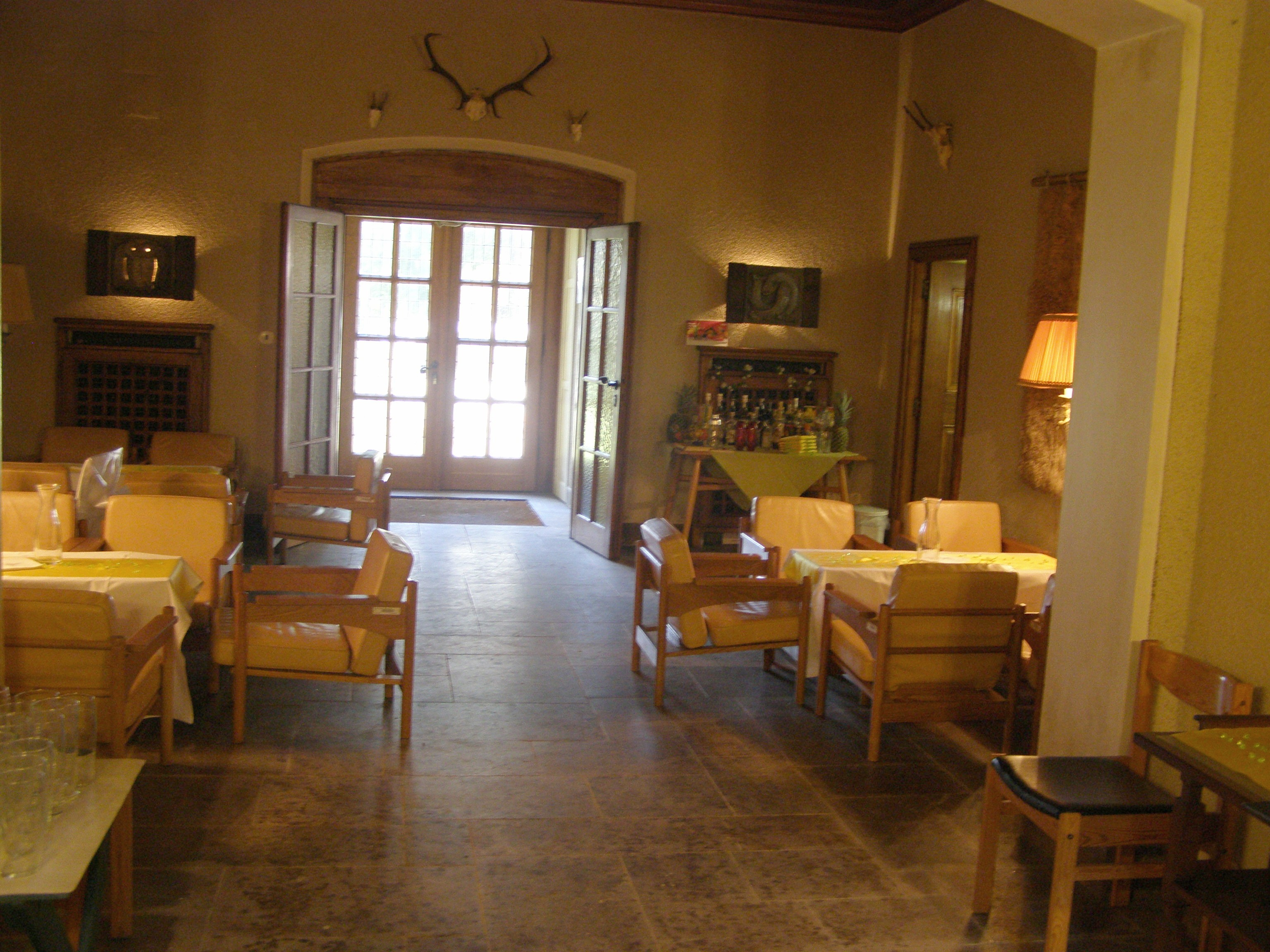
Celkový pohled
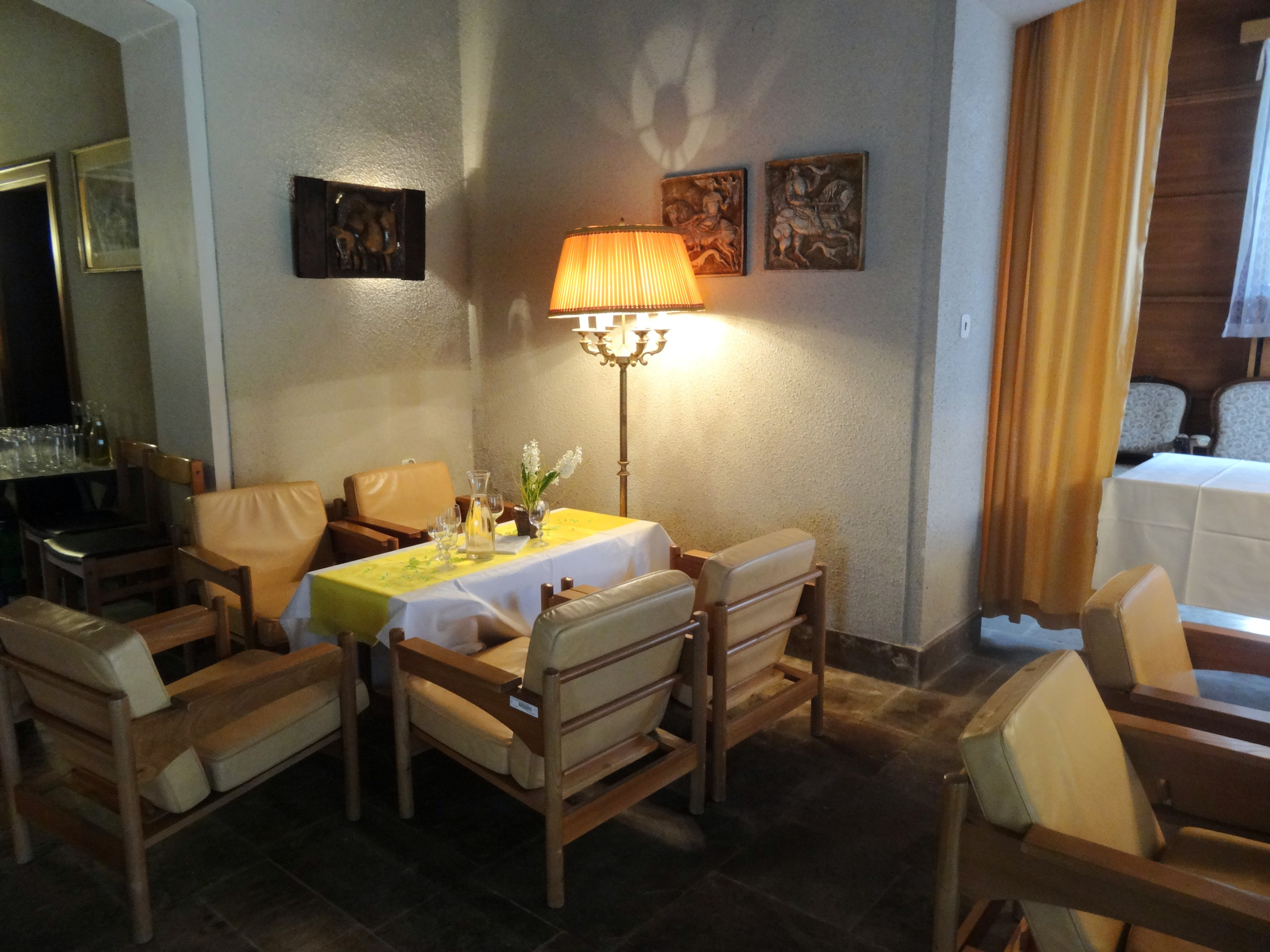
Rohové posezení
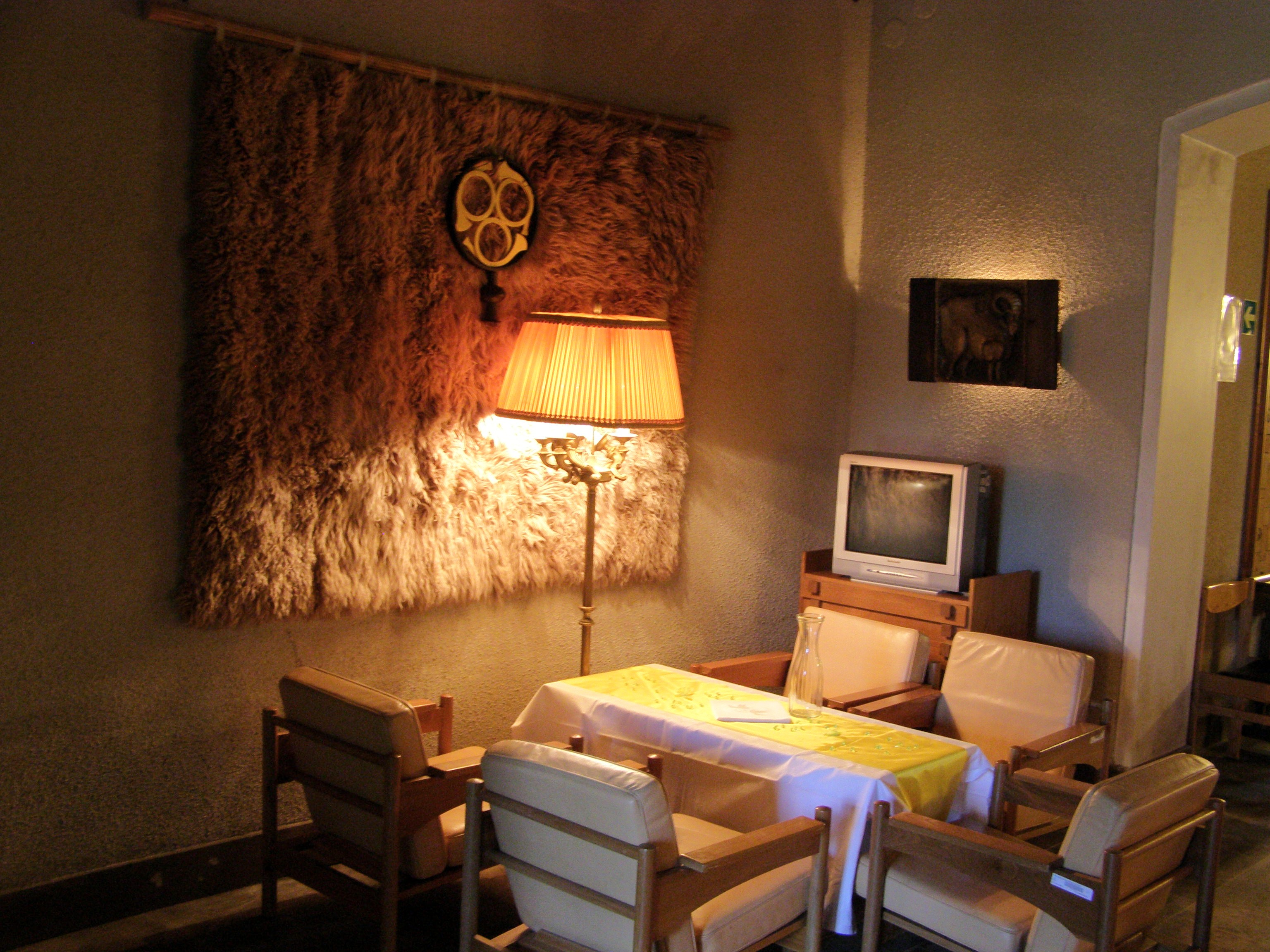
Posezení u gobelínu
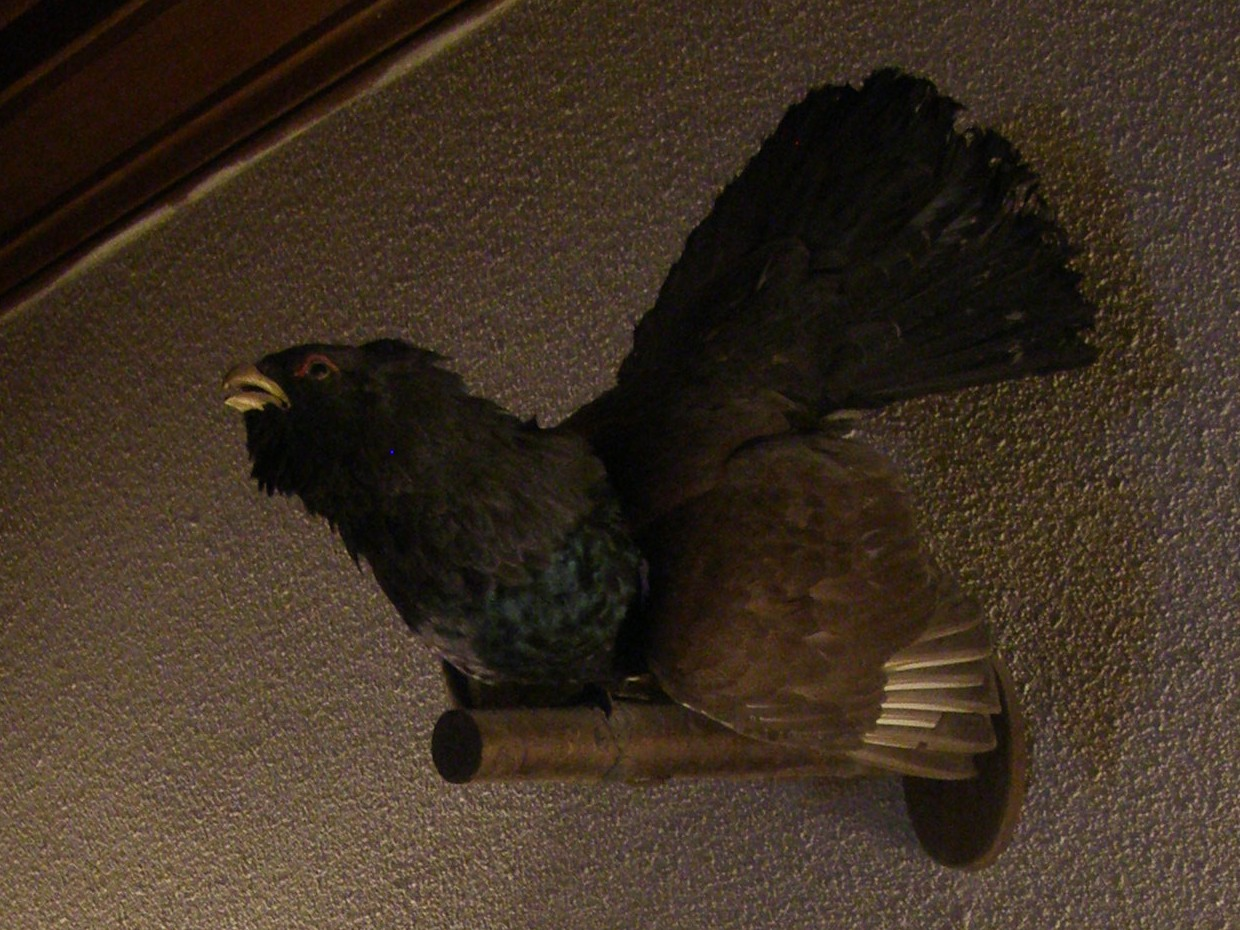
Tetřev nade dveřmi na schodiště
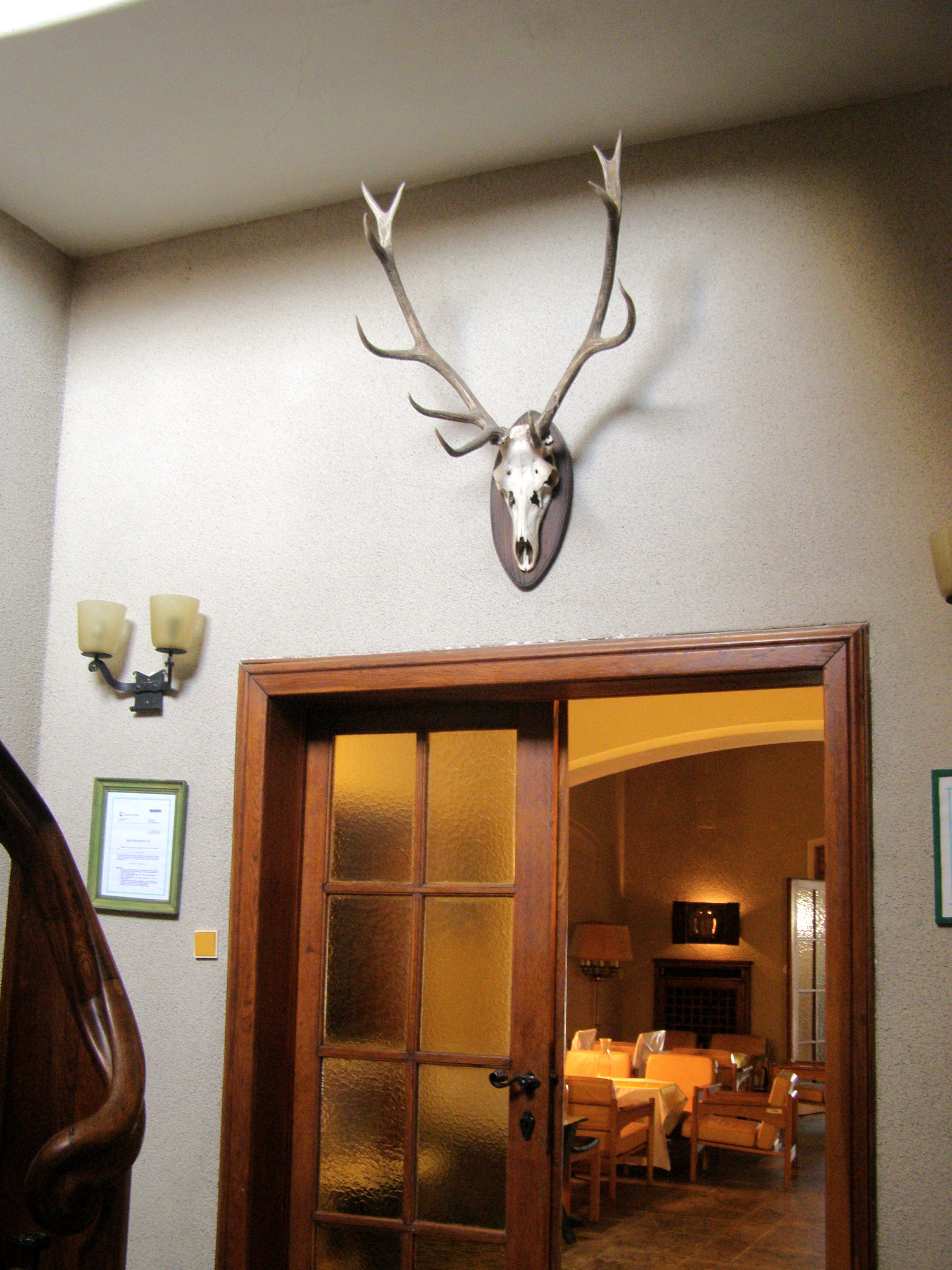
Dveře na schodiště

Vstupní hala v přízemí je zakončena dveřmi vedoucími k centrálnímu dřevěnému schodišti. To prochází oběma patry loveckého zámečku. Schodiště je ozdobeno na stěnách loveckými trofejemi.

Lovecký zámeček (schodiště)
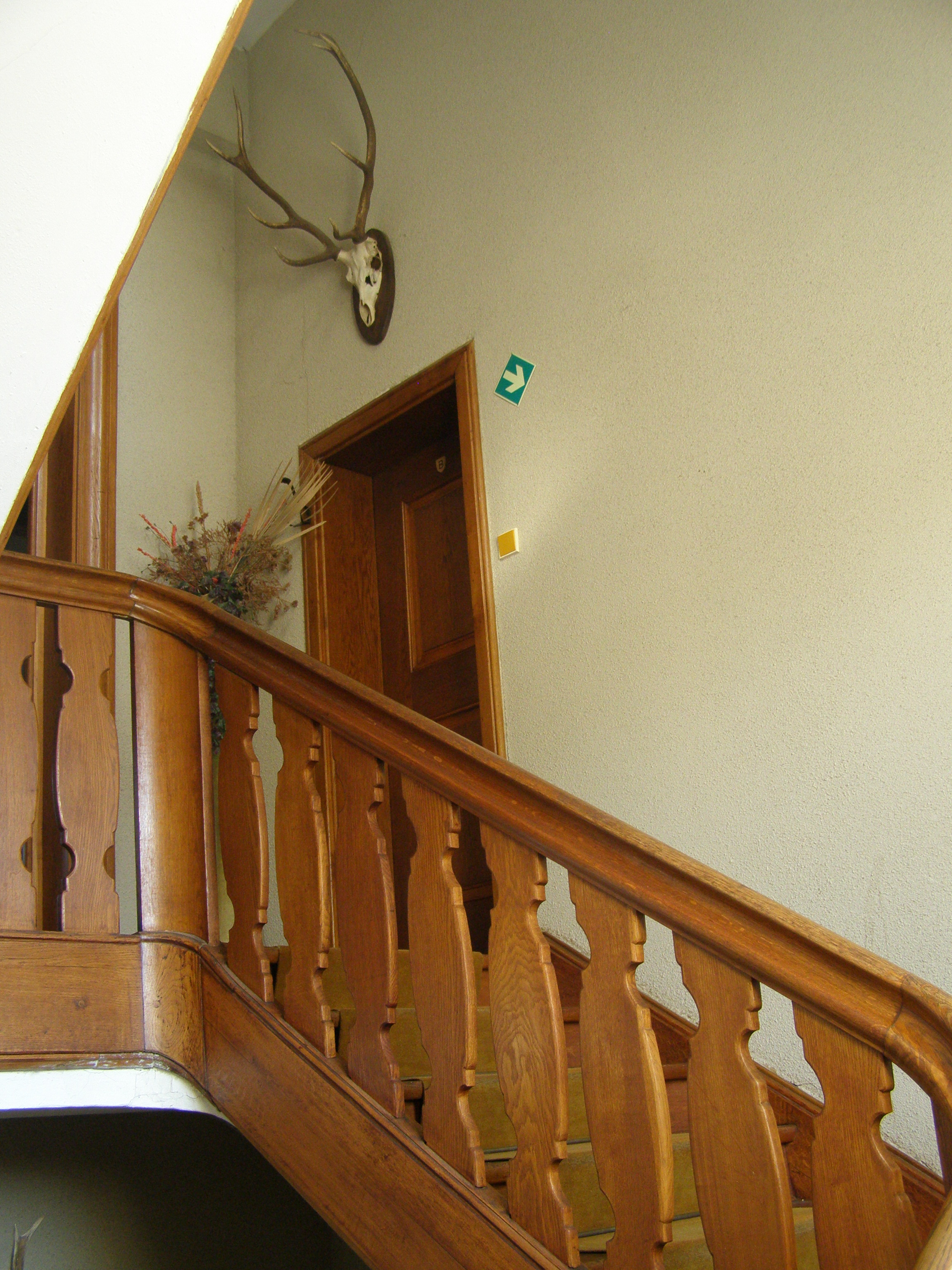
Mezi přízemím a prvním patrem
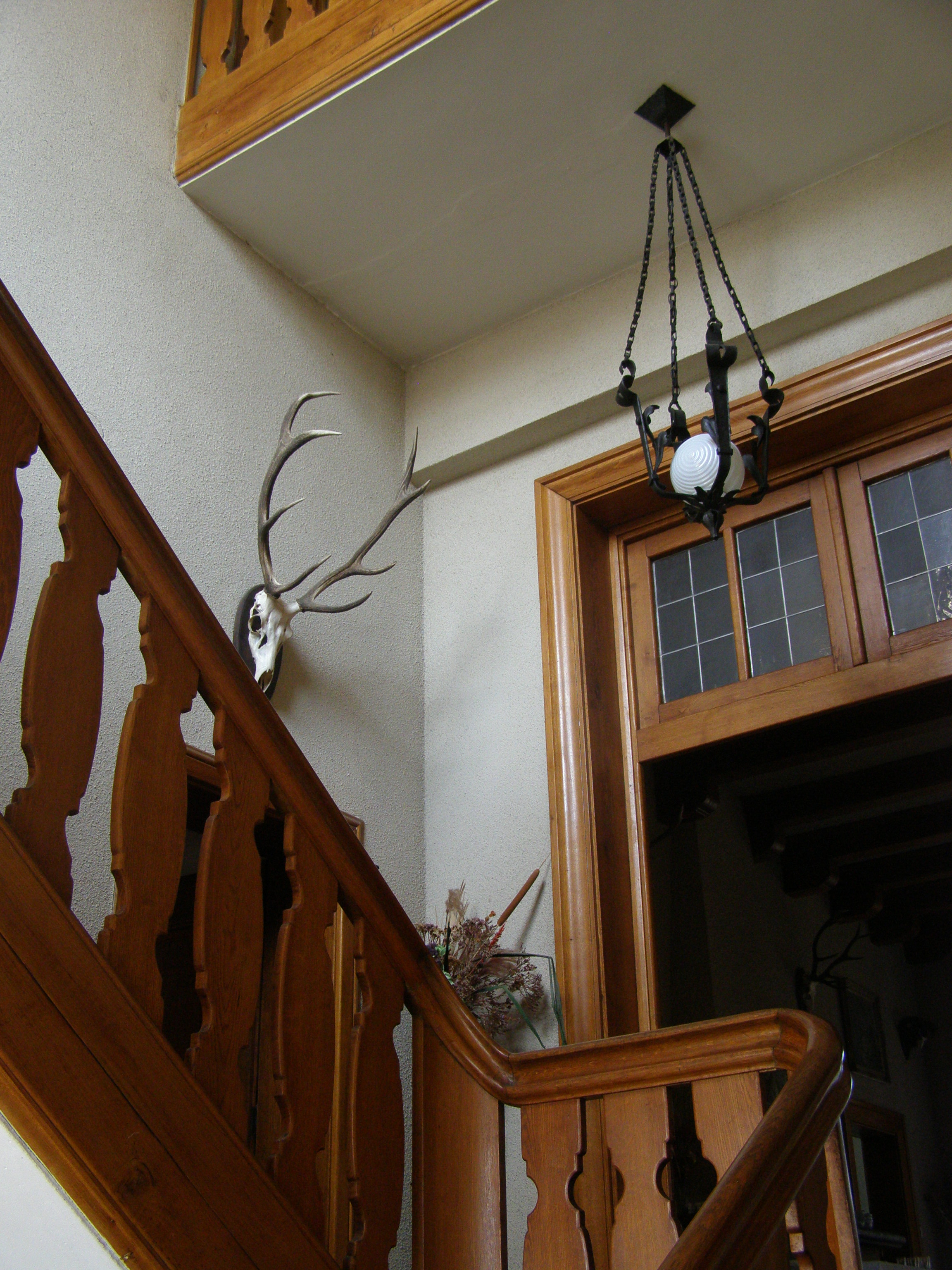
Mezi prvním a druhým patrem
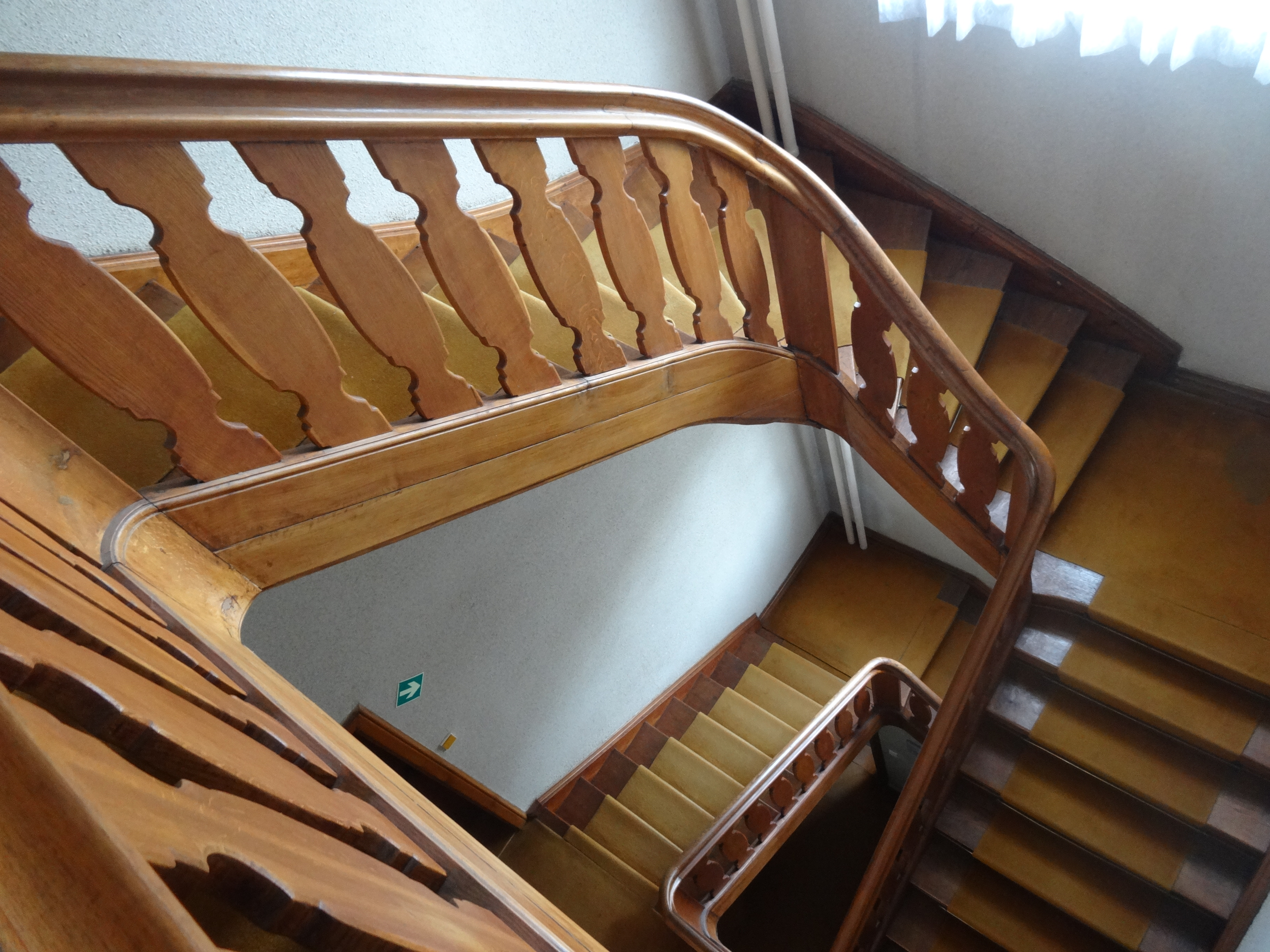
Celkový pohled shora
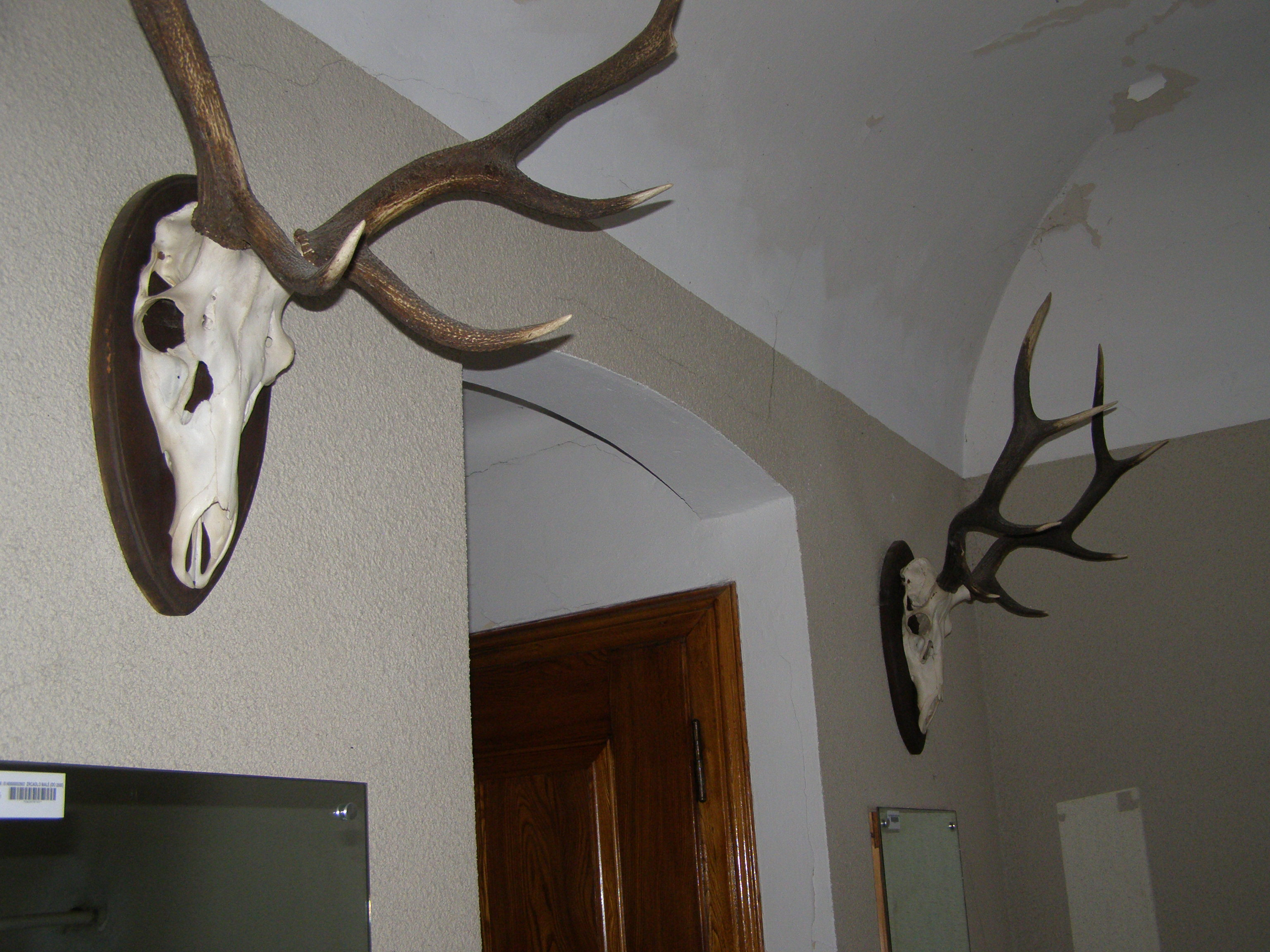
Vyústění do hostinských pokojů (na konci schodiště)

#### První patro zámečku
První patro loveckého zámečku je věnováno okázalému sálu osvětlenému protáhlým obdélníkovým kovaným lustrem. Ten je umístěn nad řadou masivních dřevěných stolů obklopených stylovými loveckými židlemi. Sál je na jedné straně vybaven rozměrným krbem a na protilehlé straně pak obřím obrazem s loveckou tematikou. Po obou stranách sálu (ze strany centrálního schodiště) jsou vstupy do dvou obytných apartmánů pro hosty. Na konci sálu je velké prosklené průčelí s dveřmi vedoucími na balkon (balkon je určen jako kuřárna) s výhledem do hlavní části zámecké zahrady. Konec sálu (u vchodu na balkon) ústí na jedné straně do tzv. Masarykova pokoje, na druhé straně pak do „debatního pánského“ salonku s rozložitými koženými klubovkami, stolkem, a lustrem z paroží.

Lovecký zámeček (první patro)
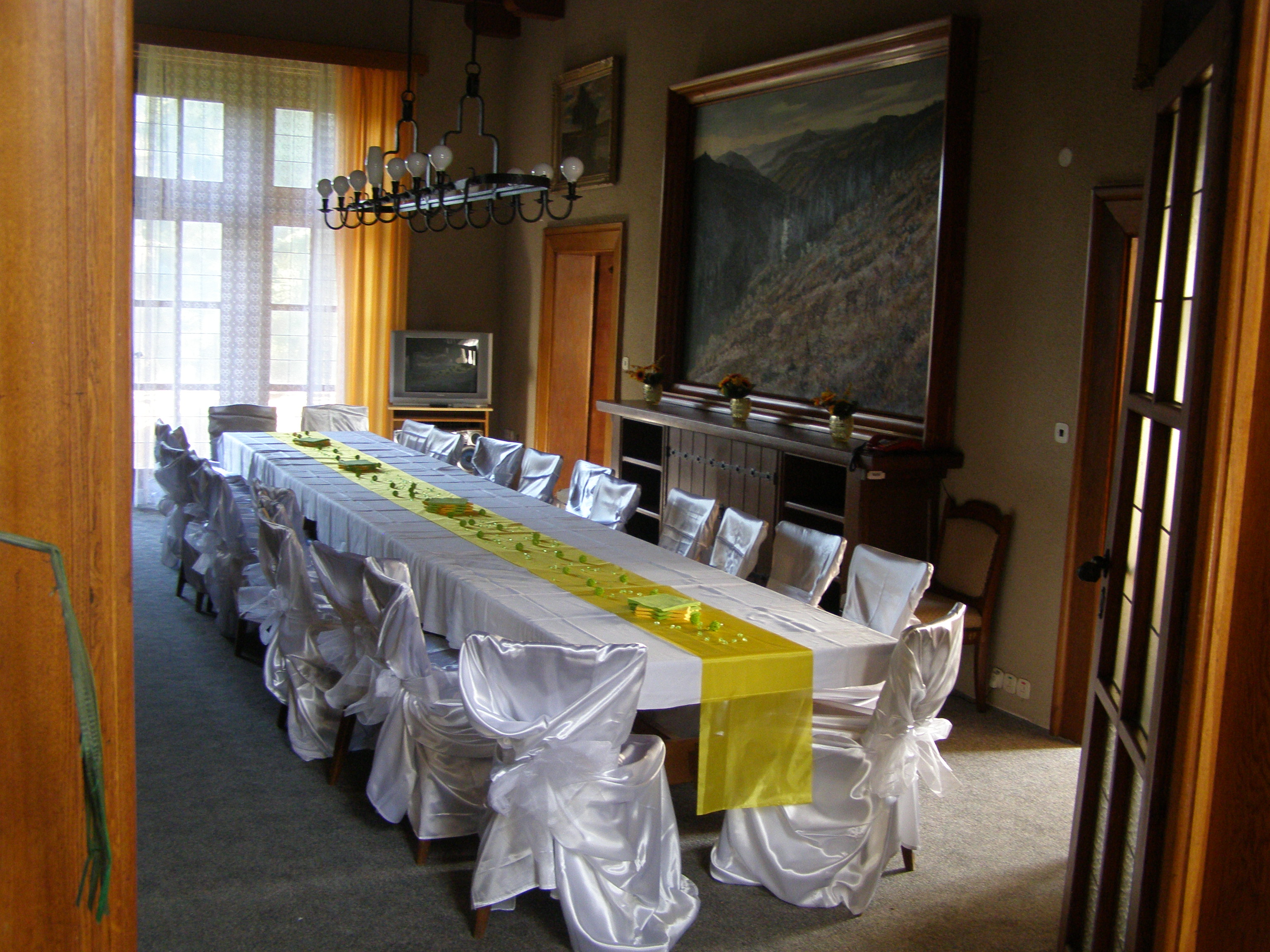
Hlavní sál (pohled od schodiště)
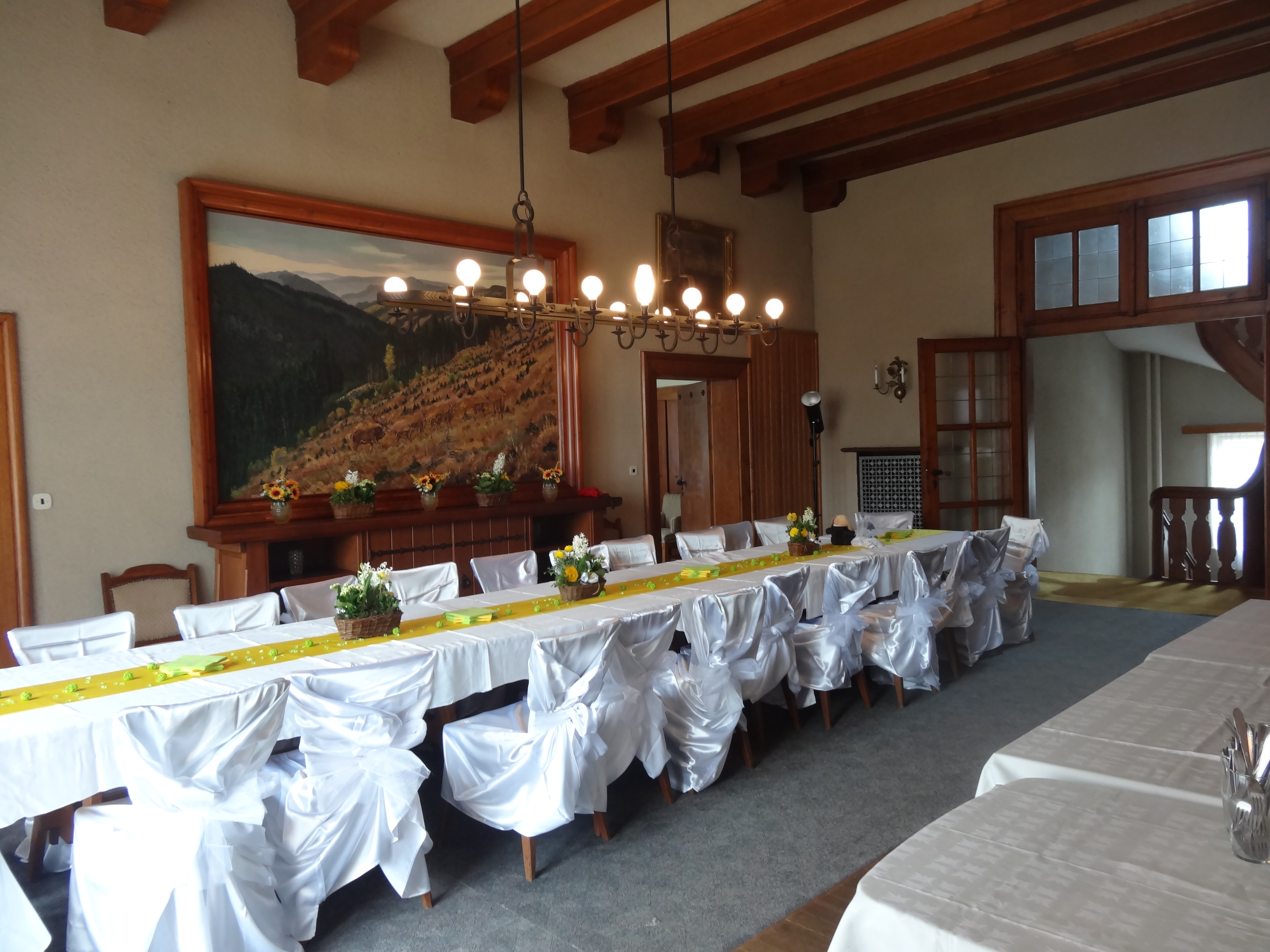
Hlavní sál (pohled od balkonu)
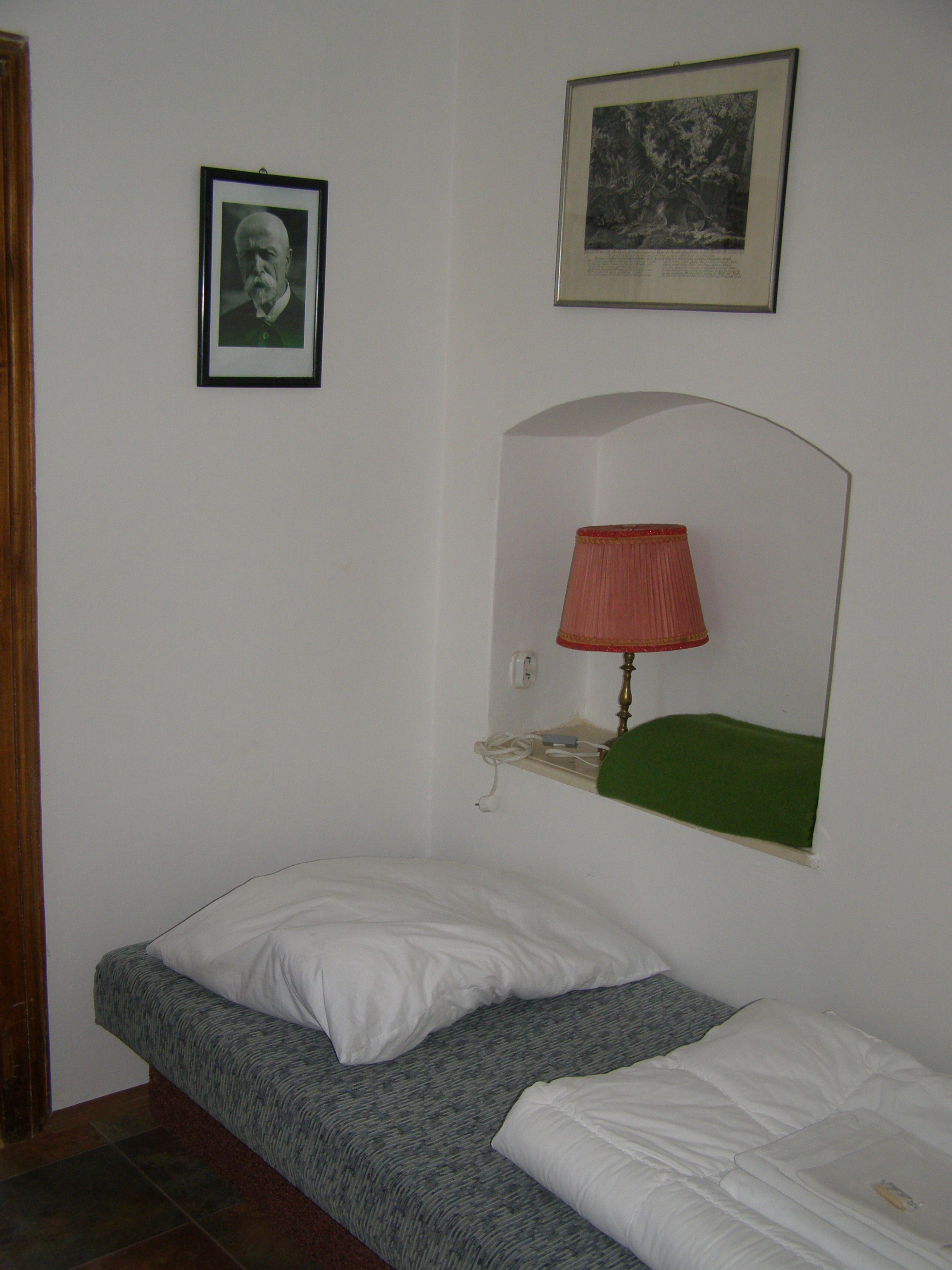
Masarykův pokoj, lůžko
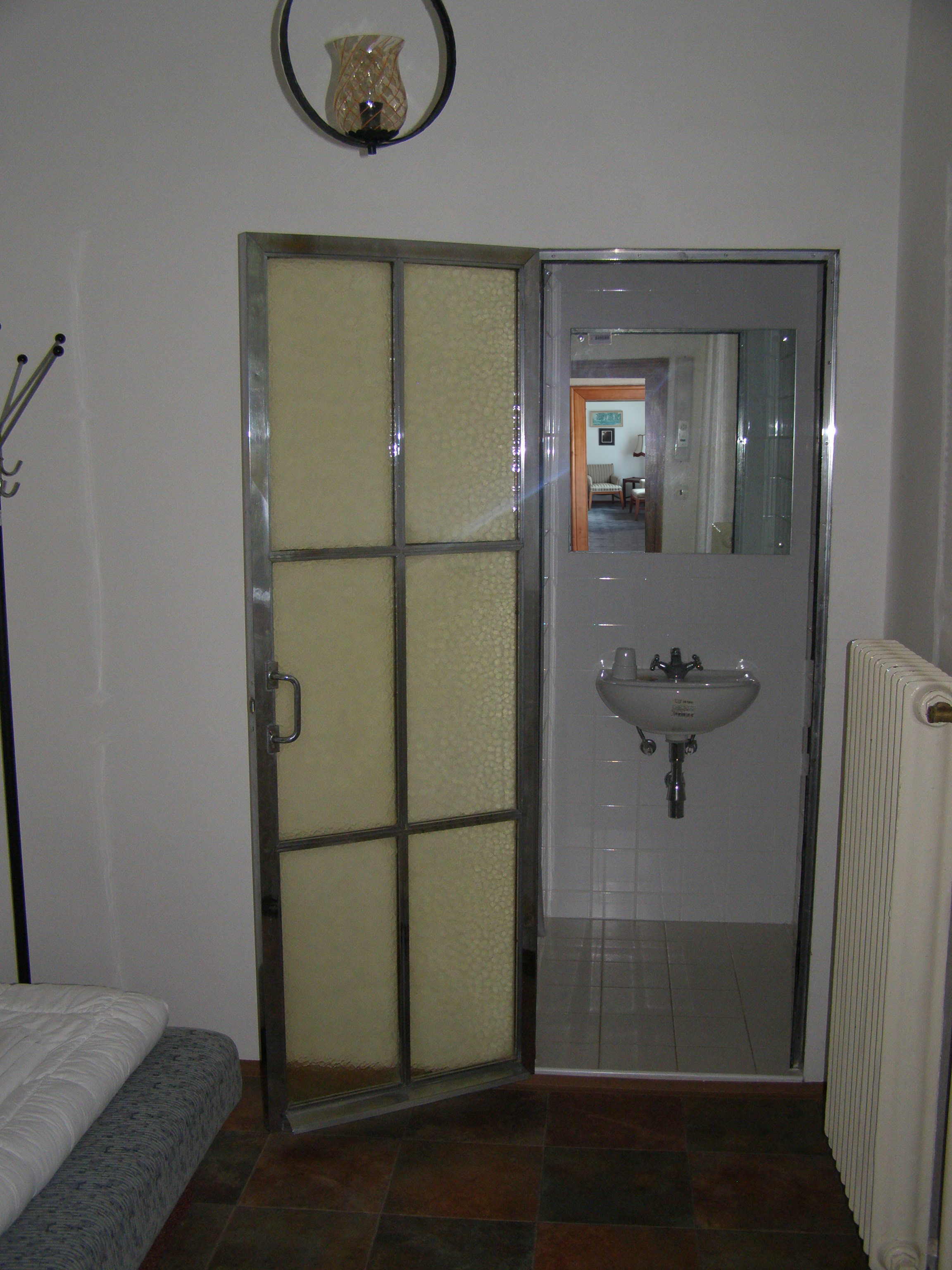
Masarykův pokoj, koupelna
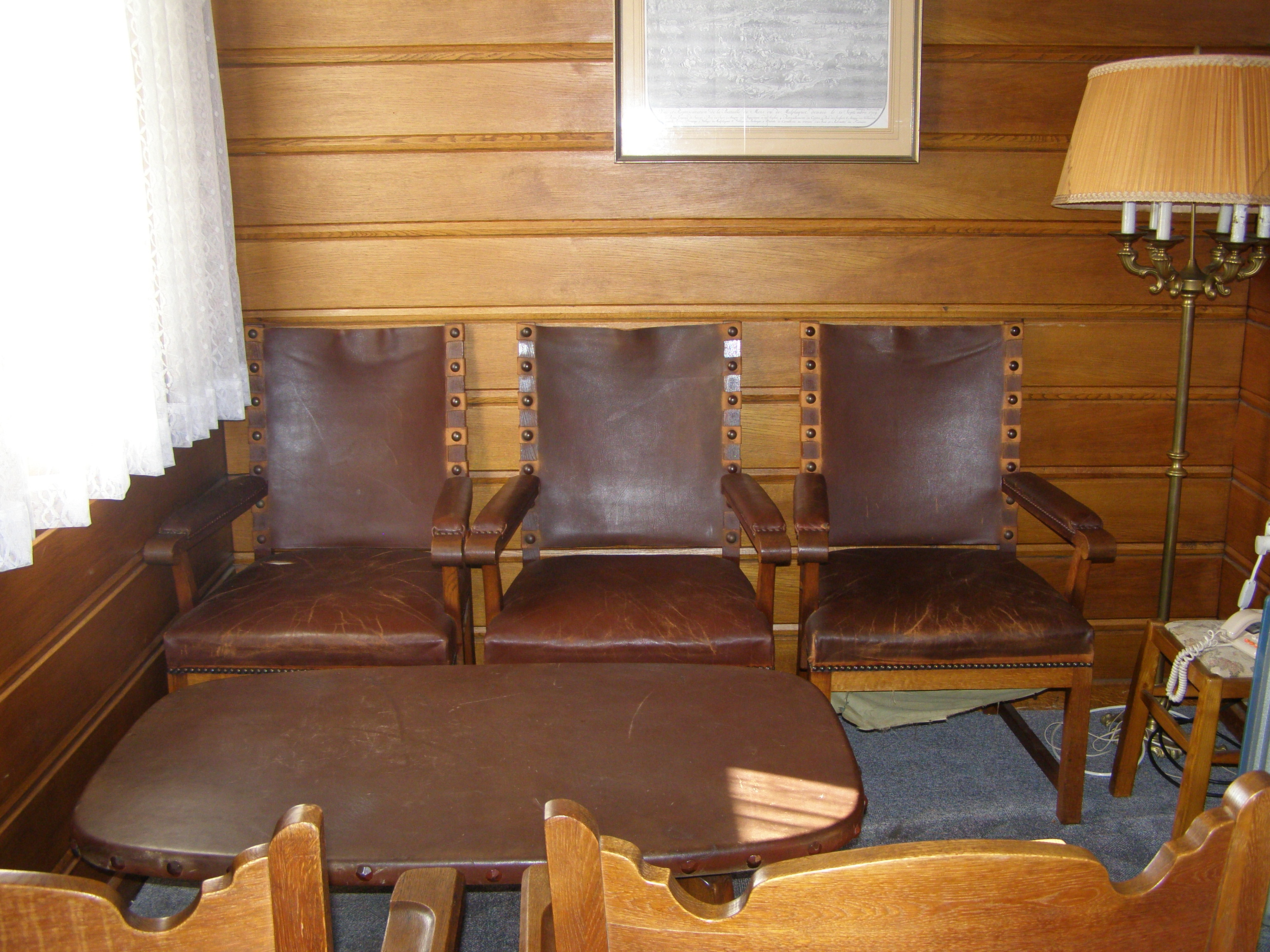
Pánský salonek
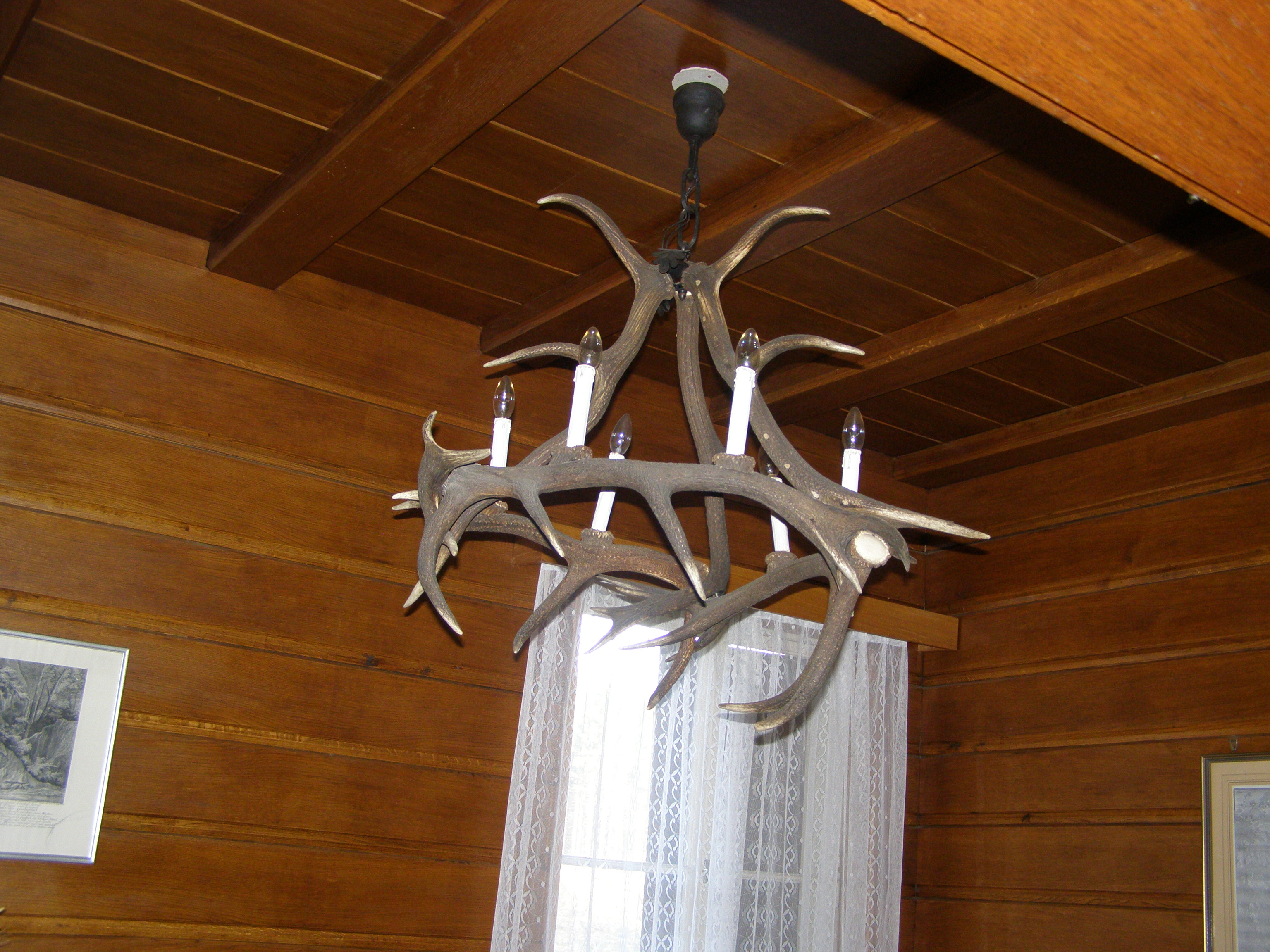
Pánský salonek, lustr

#### Druhé patro zámečku
Druhé patro loveckého zámečku obsahuje hostinské pokoje (ubytovací kapacity) a technologickou komoru.

Pokoje pro hosty
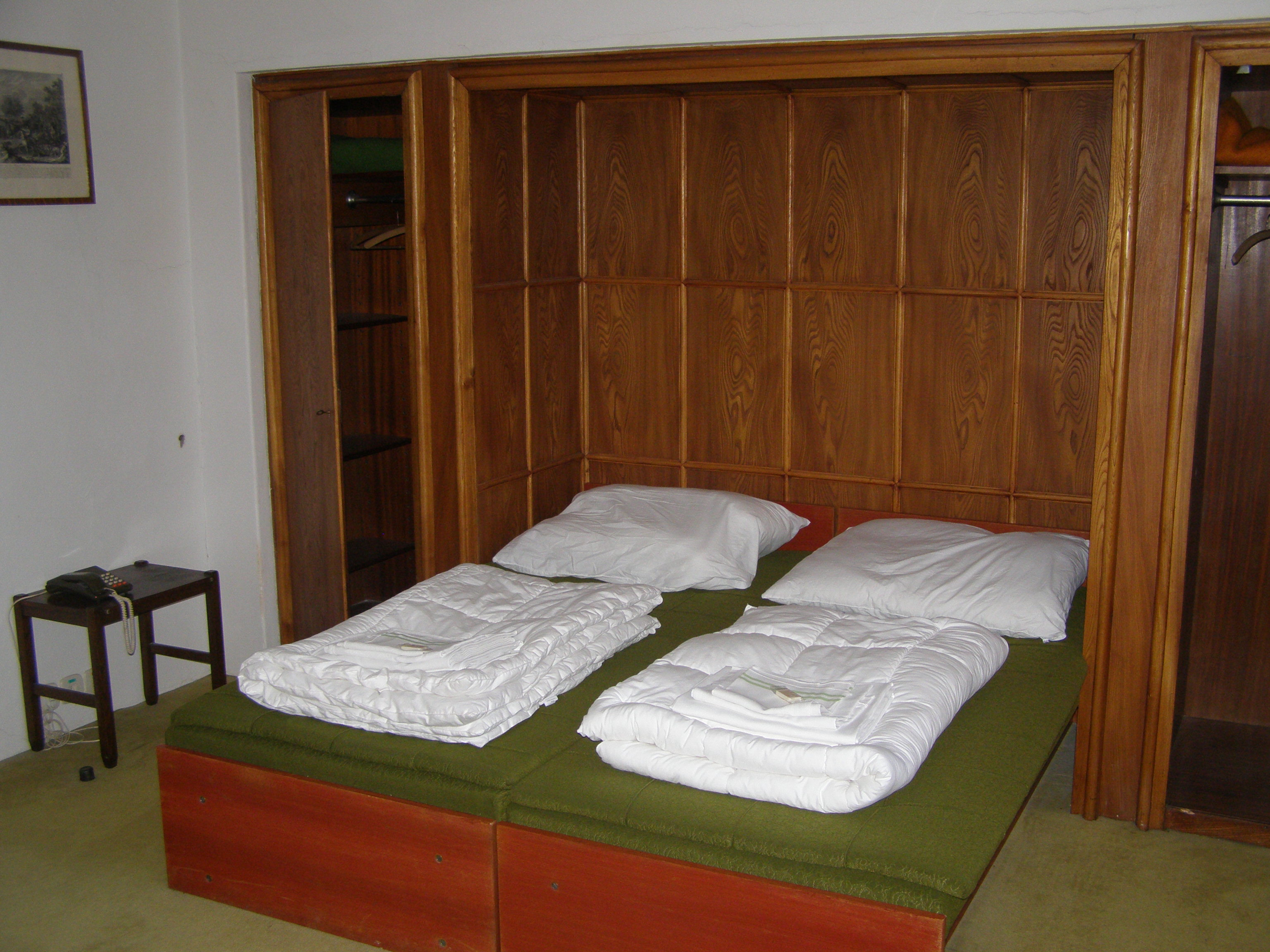
Pokoj s dřevěným obložením
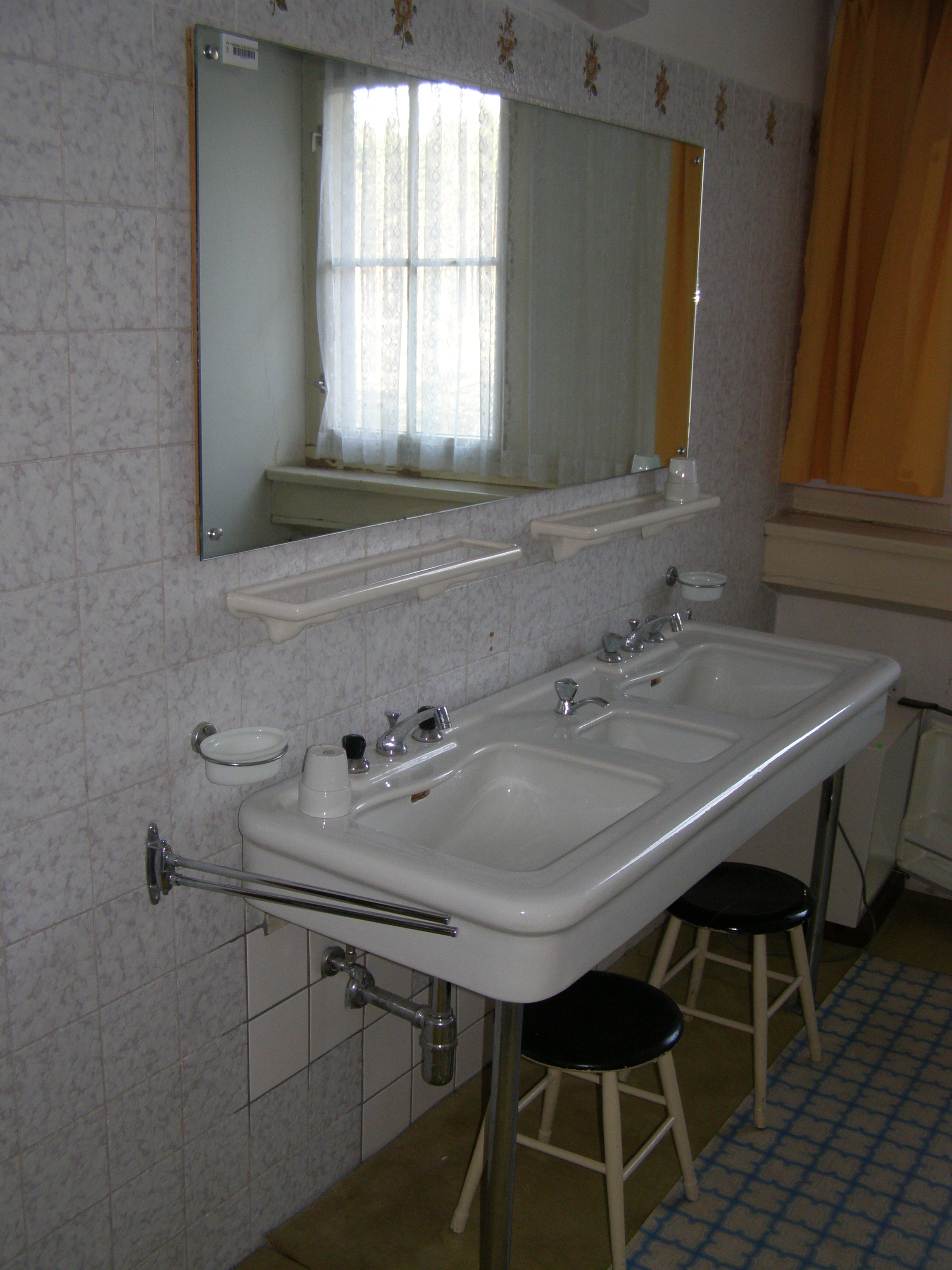
Koupelna s umyvadlem "tři v jednom"

### Nádvoří
Excentricky je k budově loveckého zámečku připojeno zastřešené roubené loubí přibližně čtvercového půdorysu. Loubí je vybaveno dvěma zdobnými branami. Hlavní směřuje do přední části zahrady (k silnici), boční brána pak kolmo na ni do zadní části zahrady. Tento krytý ochoz spojuje hlavní budovu s kdysi hospodářskými budovami (mimo jiné zde byly i stáje pro koně). V současné době slouží tyto hospodářské budovy jako ubytovací prostory. Loubí s hlavní budovou vytváří dojem uzavřeného prostranství – nádvoří. Travnatý povrch nádvoří je přerušen dlážděnou cestou vedoucí středem od hlavní brány ke bráně boční. V geometrickém středu nádvoří je malá bílá kašna se sochou dívky. Úhlopříčně proti hlavní budově je umístěna v rohu nádvoří zděná rohová budova s komínem. Ta slouží v současnosti jako kotelna.

Nádvoří
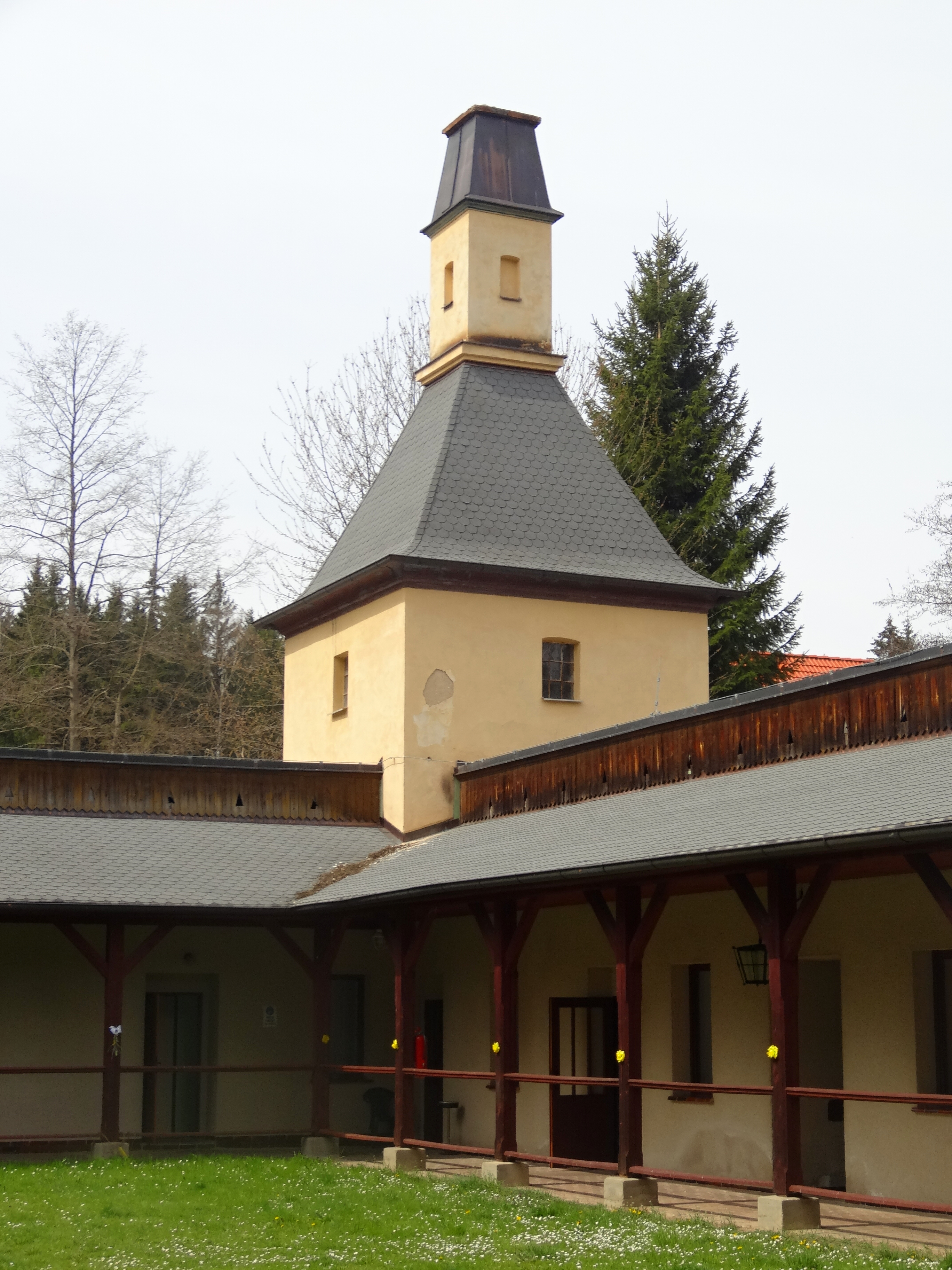
Rohová budova kotelny
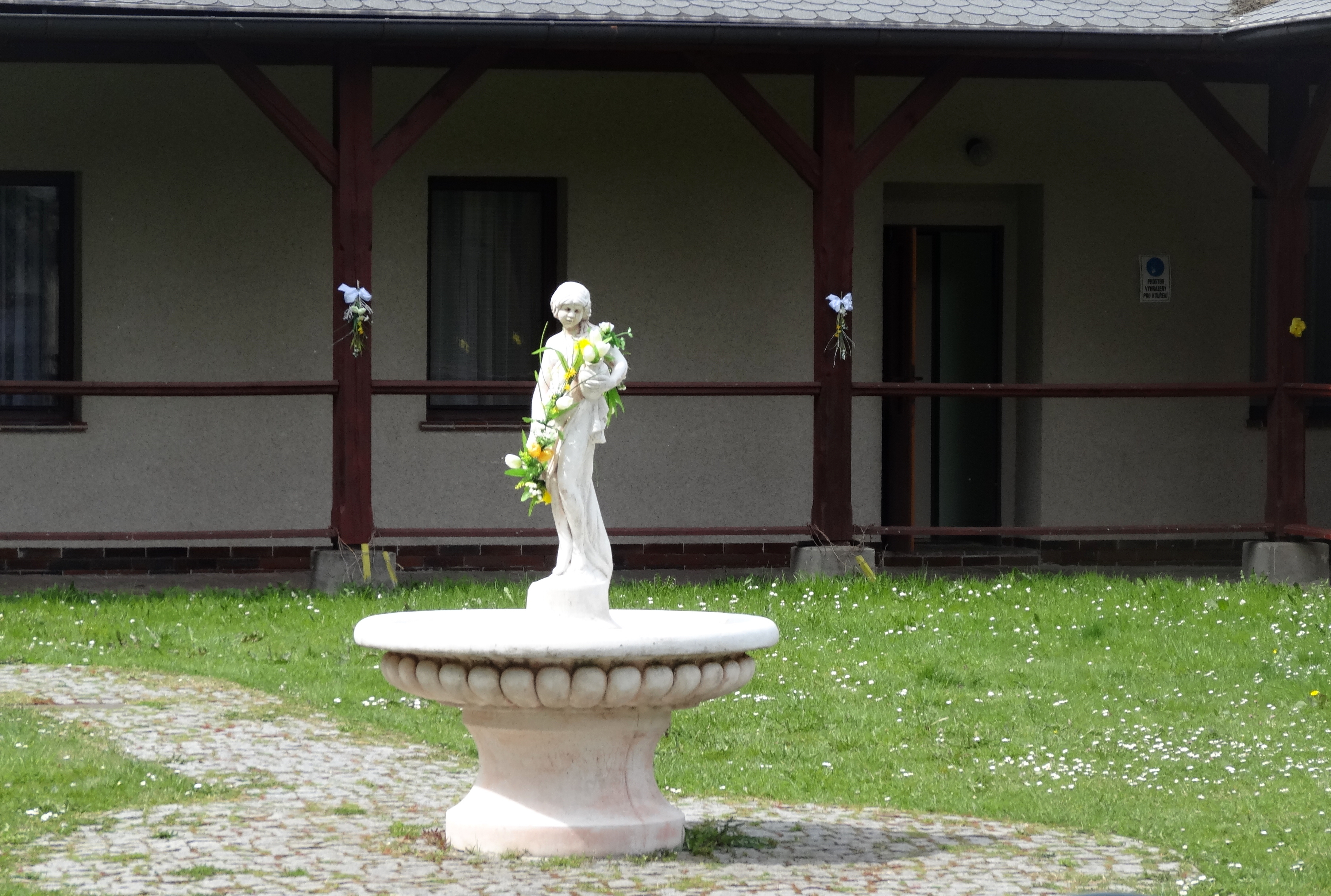
Socha dívky v kašně
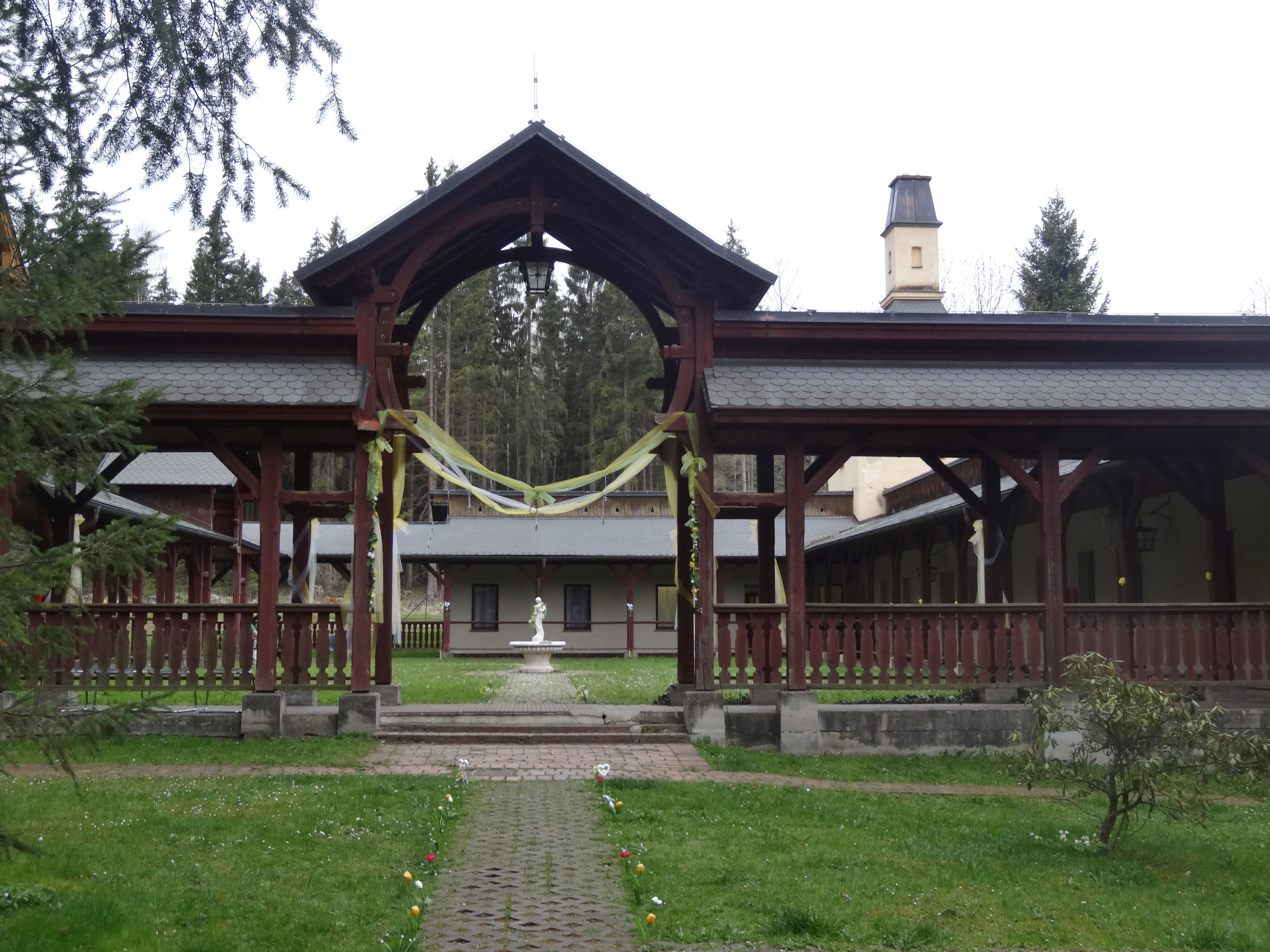
Loubí, hlavní brána
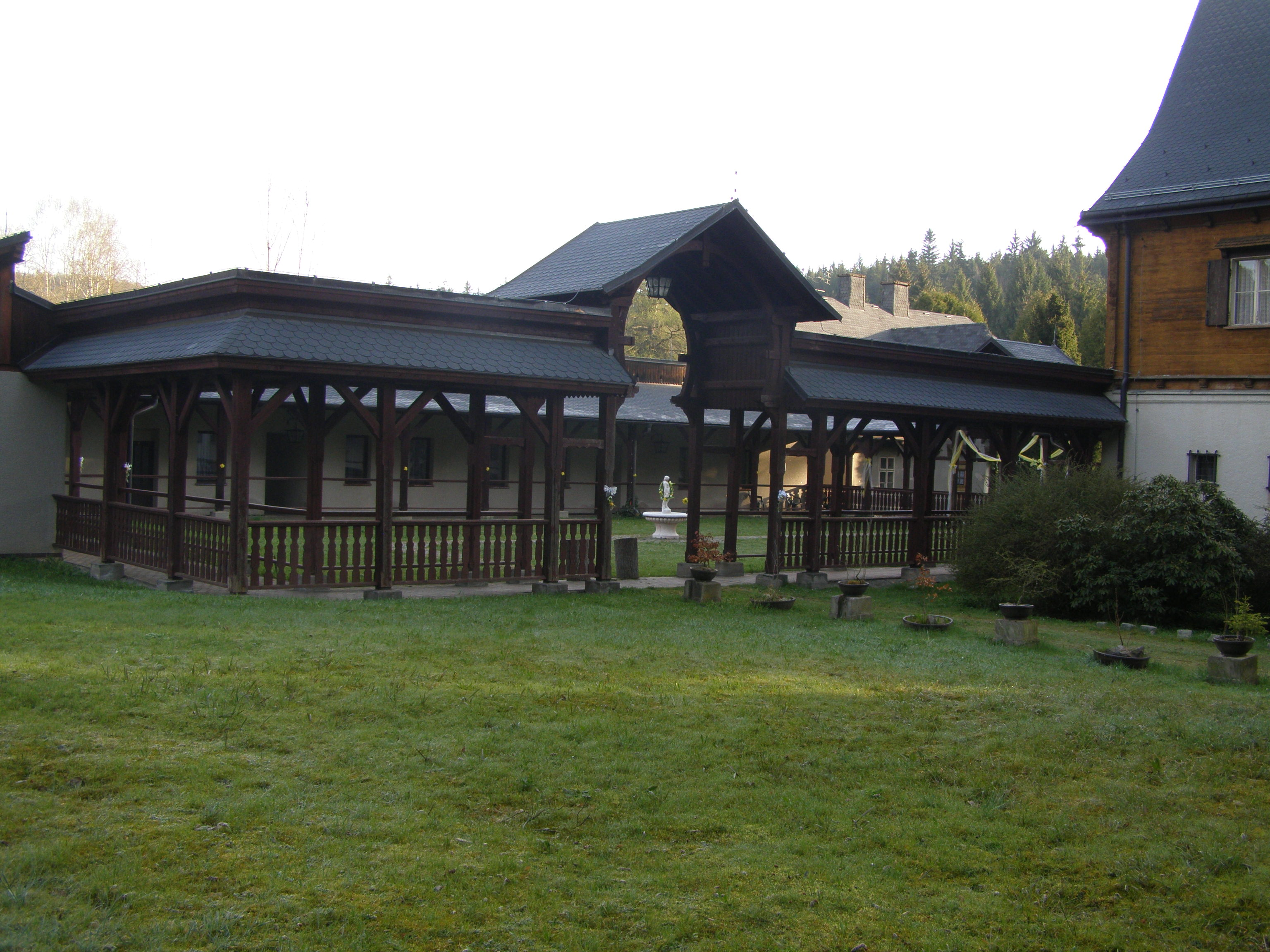
Loubí, boční brána

### Hájovna
Proti hlavní budově zámečku, stranou od uzavřeného nádvoří (směrem k silnici), se nachází budova bývalé hájovny. V současné době slouží budova hájovny k ubytování a v přízemí jsou skladové prostory správce objektu.

Bývalá hájovna
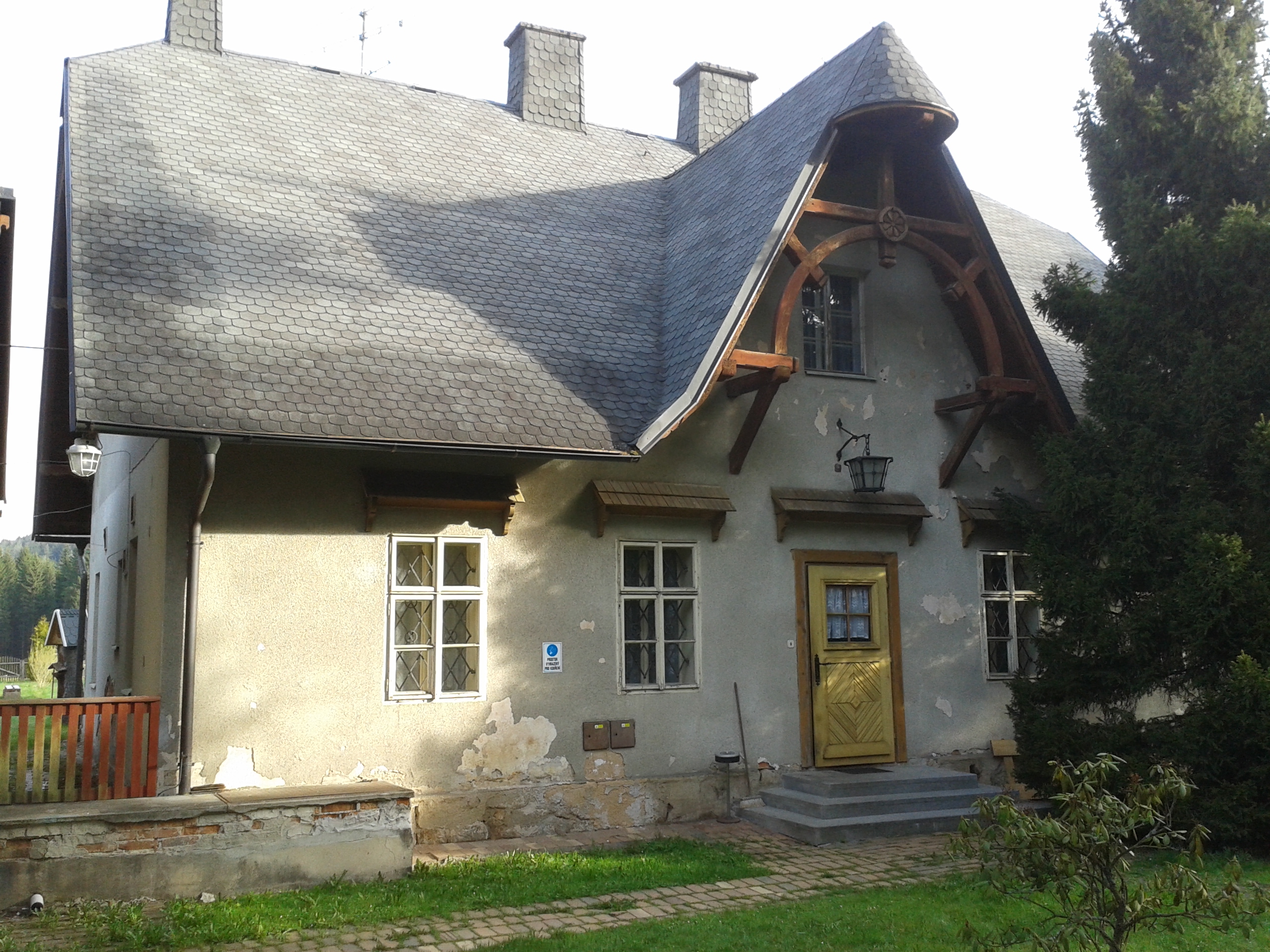
Hájovna, pohled od loubí
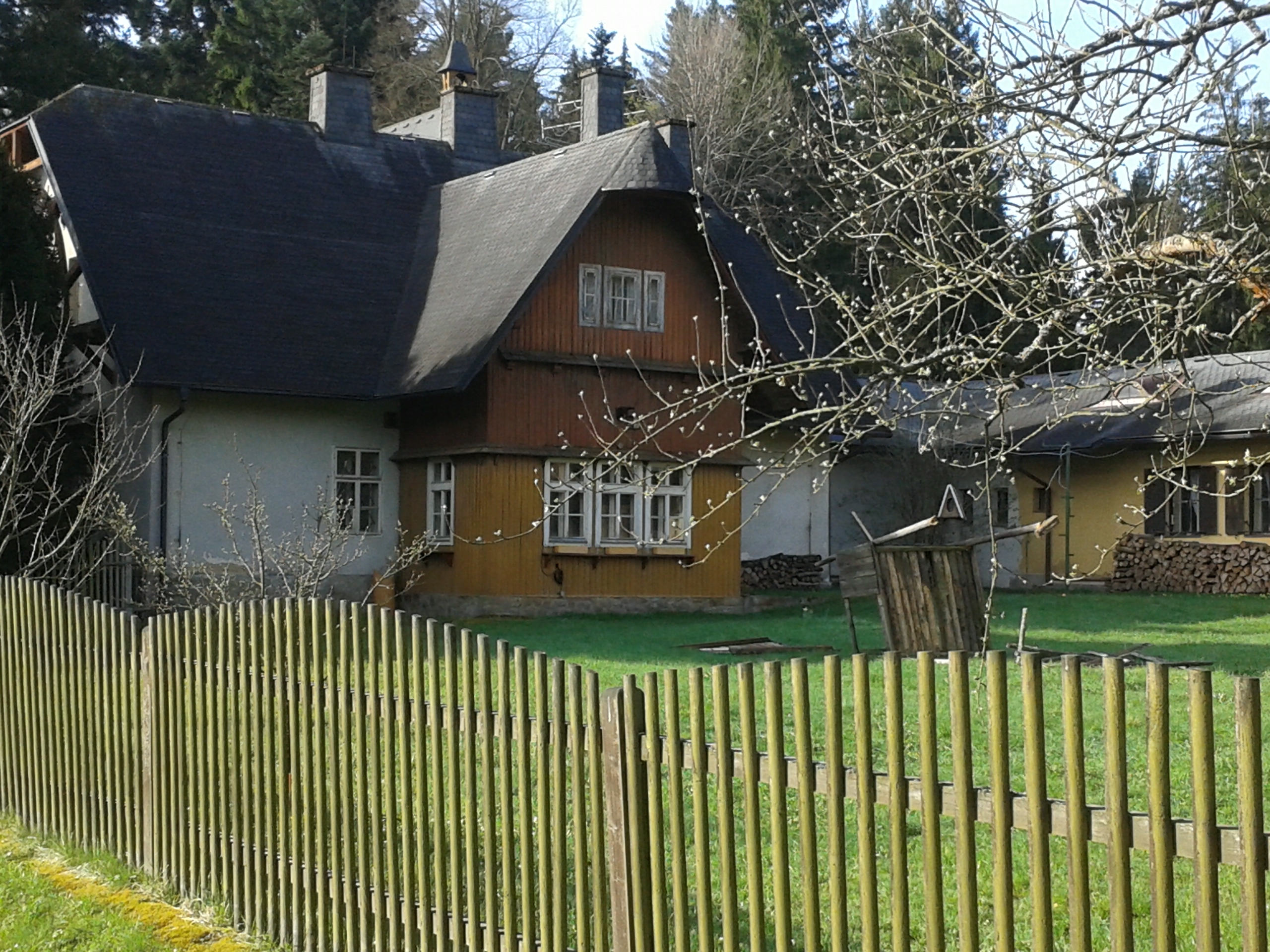
Hájovna, pohled ze silnice

### Garáže

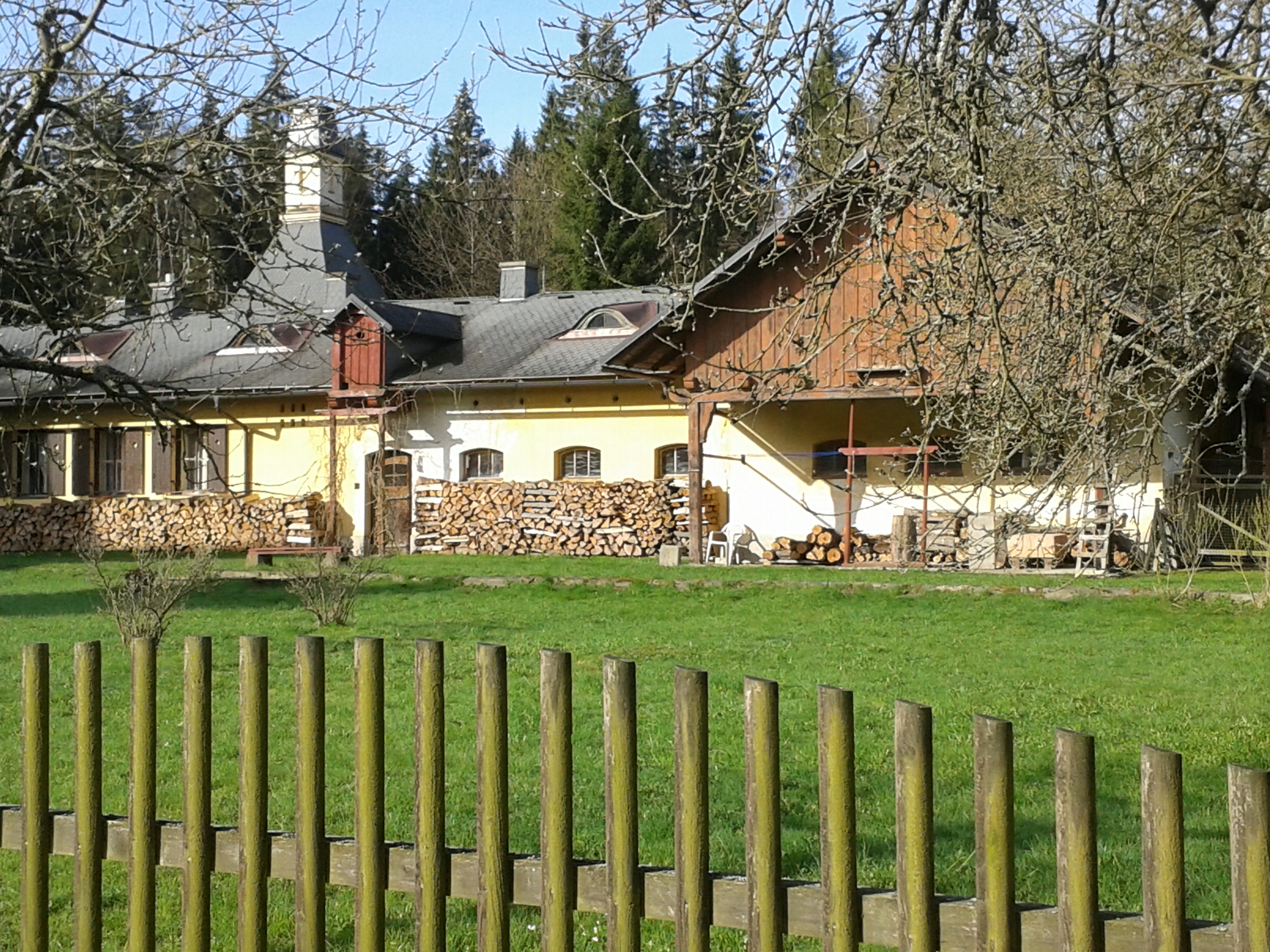
Budovy bývalých garáží

Další hospodářské budovy (označované jako garáže) jsou umístěny opticky až za prostranstvím nádvoří (na straně protilehlé zámečku). Z loubí je tento prostor dostupný průjezdem umístěným poblíž rohové budovy kotelny. Tento areál je veřejnosti nepřístupný. V současnosti zde sídlí správce nemovitosti (původně měl byt v hlavní budově – zámečku) a jsou zde budovy, sloužící k podpoře a údržbě provozu areálu (sklady, dílna apod.).

### Zahrada
Okolí zámečku je oploceno a upraveno jako přírodní park se vzácnými dřevinami (arboretum). Mezi hlavní budovou a silnicí se nachází např. vysoká douglaska tisolistá, která se nízko nad zemí rozděluje na dva mohutné kmeny. Její odhadovaný věk je 160 let.

Zahrada areálu Tři trubky
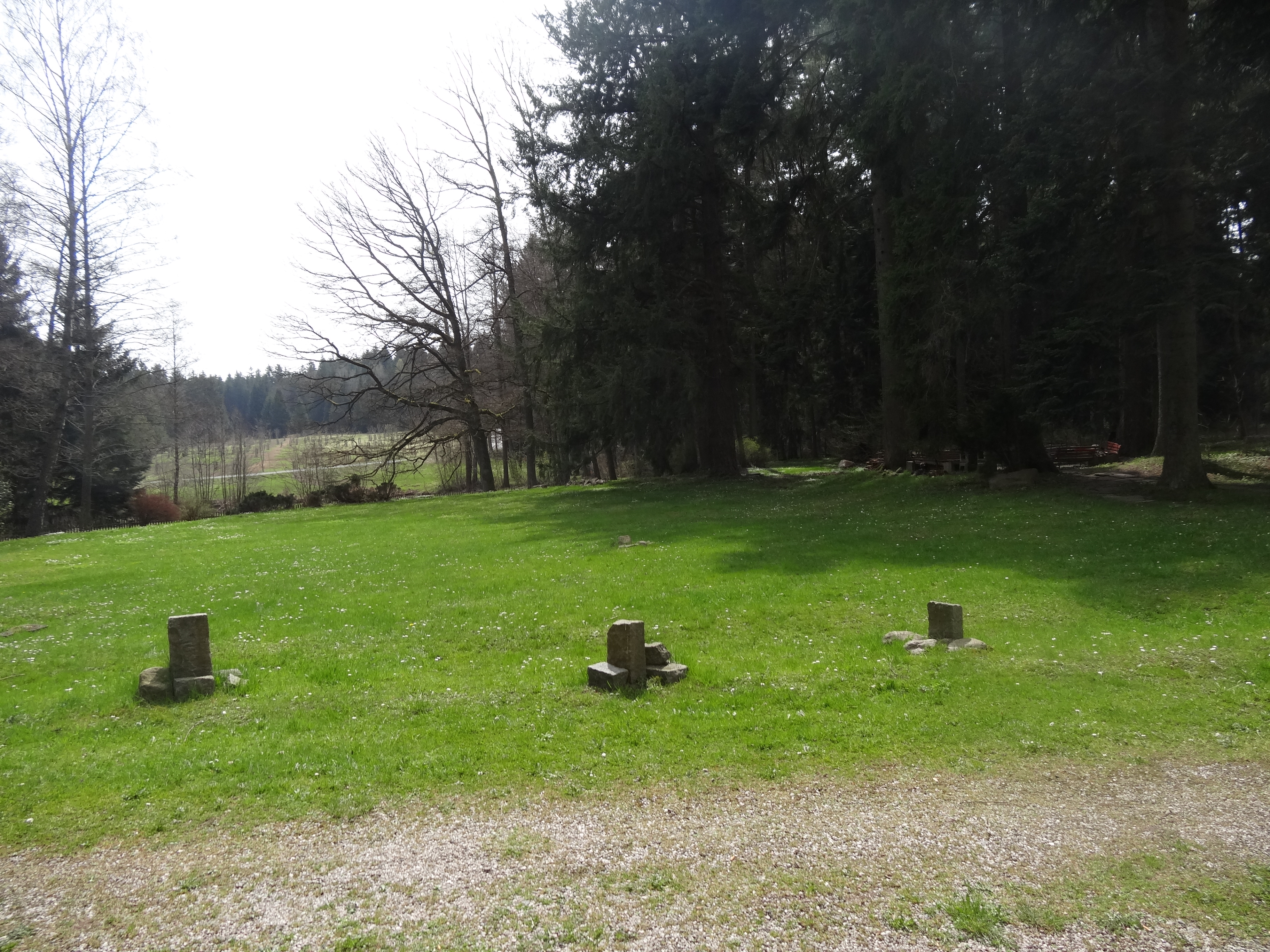
Zámecká zahrada
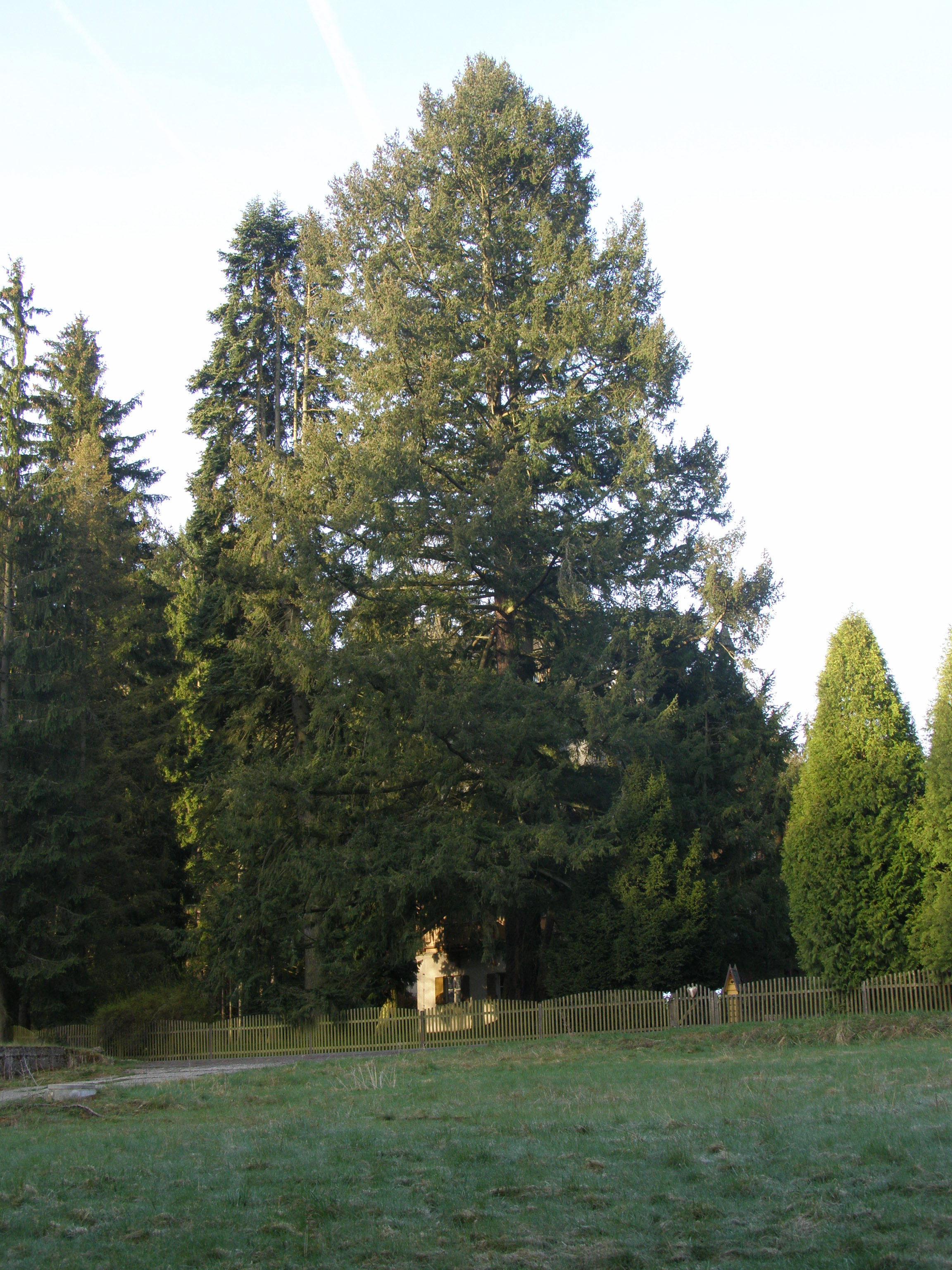
Douglaska na Třech trubkách

### Vodní elektrárna
Mimo výše popsaný areál na druhé straně přístupové silnice, nad soutokem Klabavy a Třítrubeckého potoka se nachází v těsné blízkosti cesty (pod malým rybníčkem) o samotě stojící roubená budova (ve velmi špatném stavu, rok 2015) – bývalá malá vodní elektrárna. Ta byla v minulosti funkční a dodávala do zámečku elektřinu. Naposledy byla modernizována v roce 1936.

Bývalá vodní elektrárna
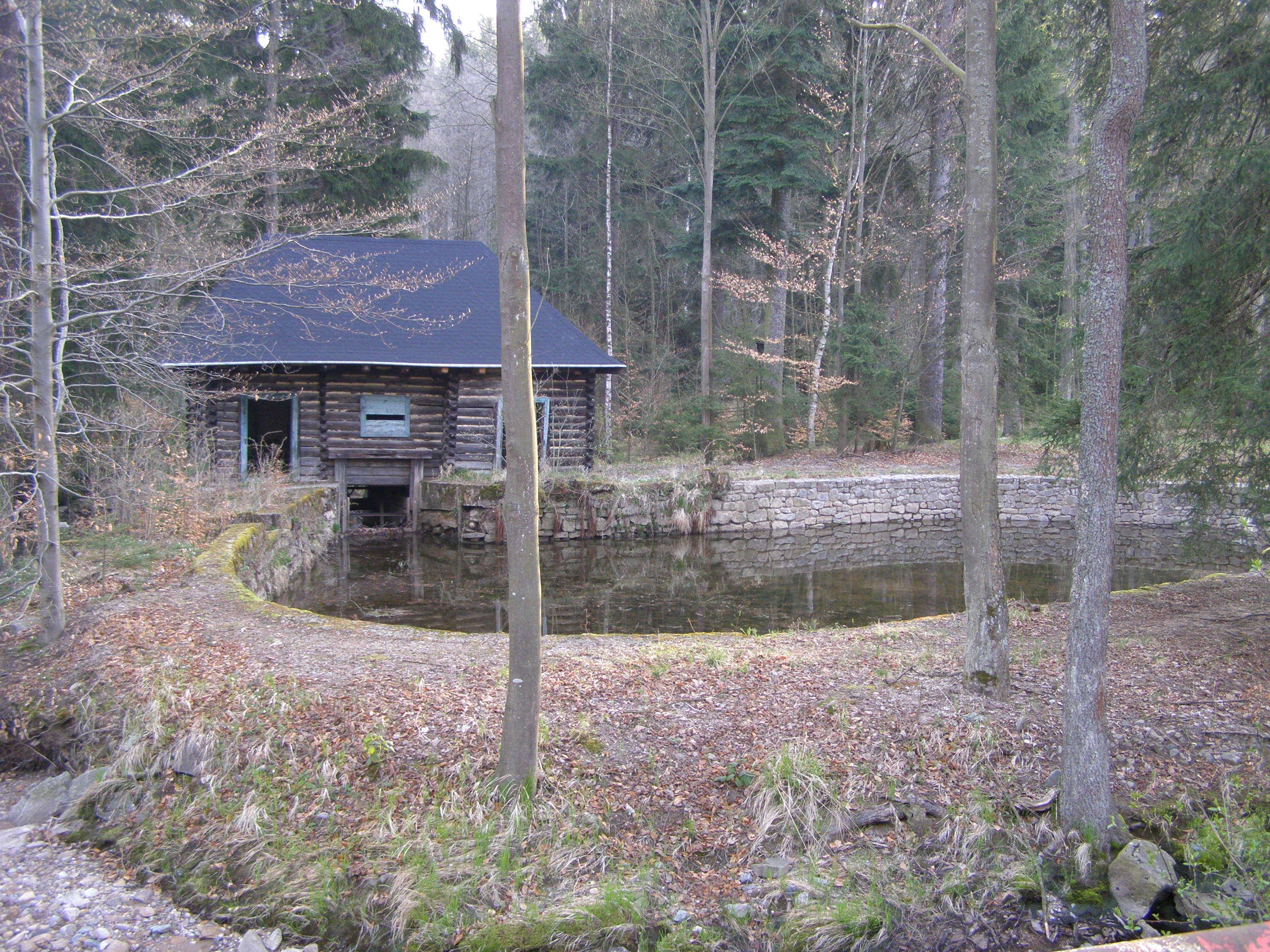
Vodní elektrárna s nádrží
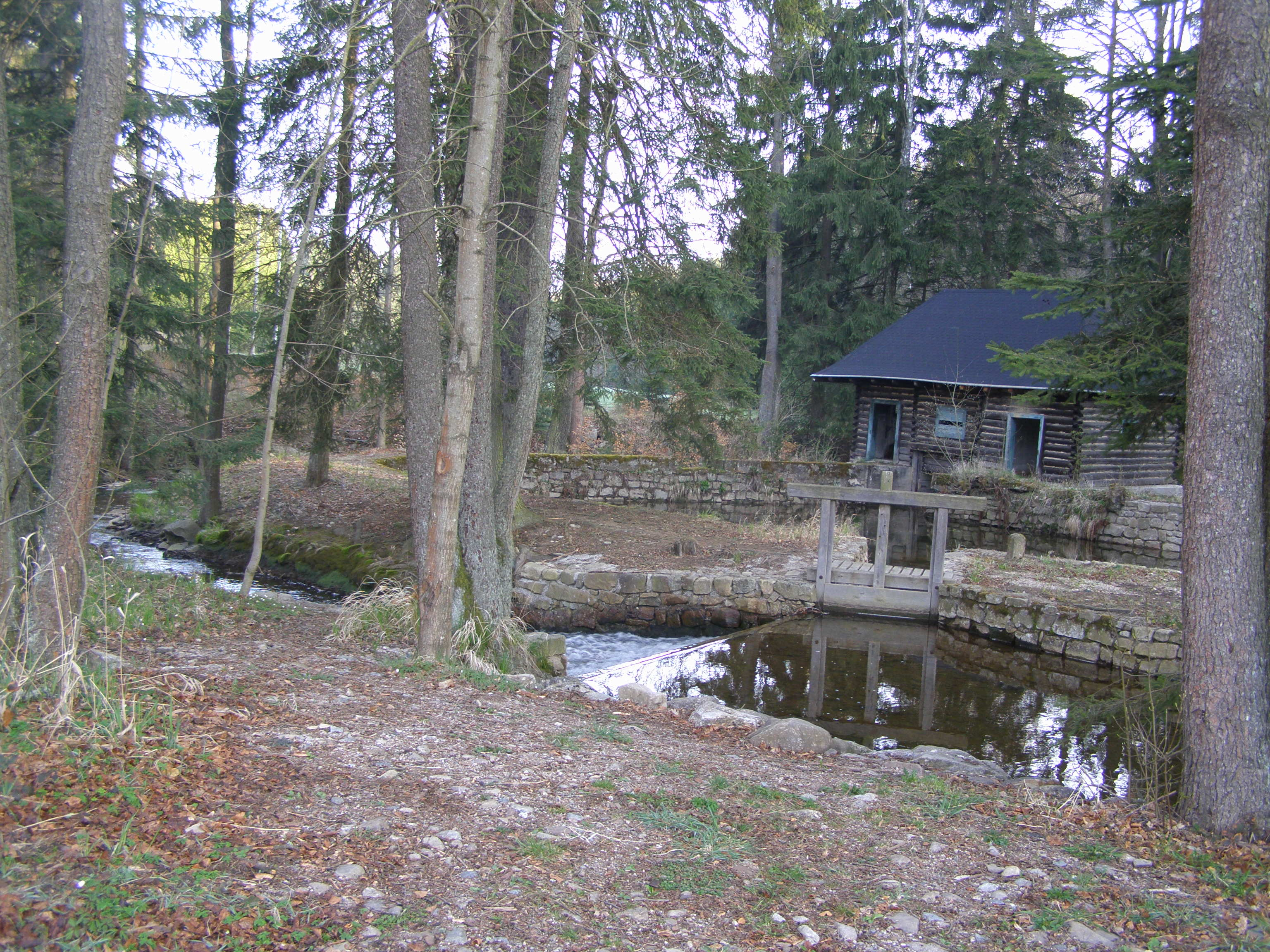
Vodní elektrárna na Třítrubeckém potoce
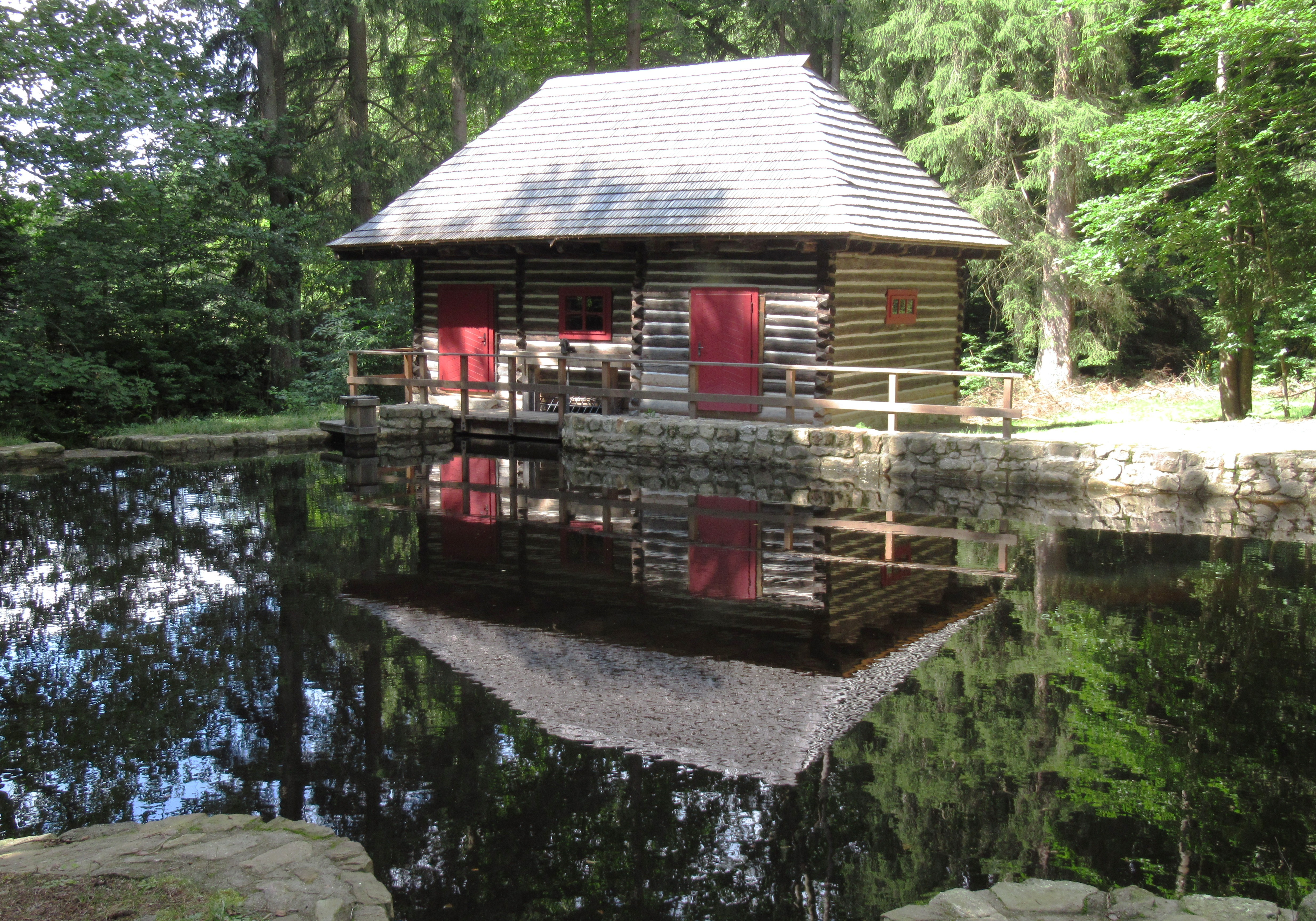
Po rekonstrukci